# Caso Santiago Maldonado

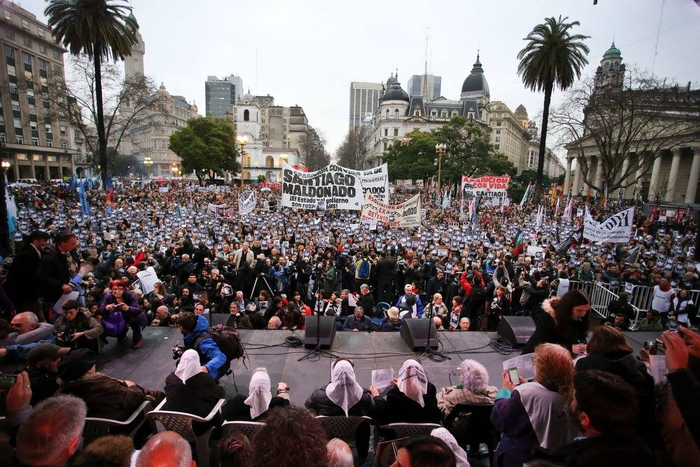
Acto por la aparición con vida de Santiago Maldonado.

El caso Santiago Maldonado se refiere a la investigación iniciada a raíz de la muerte de Santiago Andrés Maldonado tras una liberación de un corte de ruta realizado por la Gendarmería Nacional el 1 de agosto de 2017, en el Pu Lof en Resistencia de Cushamen, situado en la provincia de Chubut, Argentina. El día anterior, Maldonado había participado en un corte de ruta, enmarcado en la lucha por las tierras ancestrales tradicionalmente ocupadas por la comunidad mapuche, que fue dispersado a la fuerza por efectivos de la Gendarmería Nacional en la madrugada del 1 de agosto. Su cadáver se encontró en el río Chubut, dentro del Pu Lof, allanado en la jornada de su desaparición, el 17 de octubre de 2017, cuando habían transcurrido 77 días sin noticias de su paradero. La investigación judicial aún no determinó qué pasó.
Para investigar el hecho se abrieron dos causas penales en la justicia federal argentina —una para investigar la desaparición y la otra para dilucidar la legalidad o ilegalidad del allanamiento—, así como dos expedientes ante el Comité contra las Desapariciones Forzadas de las Naciones Unidas y la Comisión Interamericana de Derechos Humanos. 
La autopsia estableció que Santiago Maldonado «falleció por ahogamiento por sumersión en el agua del río Chubut coadyuvado por hipotermia» pero un reciente informe sostiene que «el cuerpo del joven tatuador no estuvo todo el tiempo que permaneció desaparecido en el mismo sitio donde fue encontrado el 17 de octubre de 2017». Leticia Povilauskas, licenciada en Geología y Palinología de la universidad de La Plata, ratificó su hallazgo de 2017 en el momento de la autopsia: en la ropa de Santiago aparecieron granos de polen que no podrían haber quedado adheridos bajo el agua desde el 1 de agosto de aquel año. Pero, además, indicó que pertenecen a una especie que florece en septiembre.
En noviembre de 2018, el juez cerró la causa. El fallo fue apelado por la familia y cuatro organizaciones de derechos humanos, sosteniendo que era inadmisible cerrar la causa sin que nadie fuera encontrado responsable de la muerte. En septiembre de 2019, la Cámara hizo lugar a la apelación y anuló la sentencia del juez, al considerar que la investigación había sido insuficiente y que no se habían realizado las pruebas solicitadas por la querella. Ordenó reabrir la causa para llevar a cabo las pesquisas pendientes e investigar la hipótesis de un eventual delito de abandono de persona, ya sea por parte de miembros de Gendarmería o del mismo Pu Lof. La Cámara precisó el estado de la investigación y explicó: «nos encontramos ante una muerte traumática con ribetes que podrían ser tildados de dudosos, por haber acontecido en un contexto de intervención estatal en cuyo desarrollo se hizo uso de herramientas dotadas a los agentes estatales para la prevención y represión de los delitos».
Hacia mediados de 2022 Sergio Maldonado dijo que la causa había quedado paralizada durante más de dos años en la Corte Suprema, a la espera de que se designara un nuevo juez que procediera a investigar la hipótesis de un eventual delito de abandono de persona.
En 2024 la investigación fue reabierta por el juez federal Fernando Calvete y se solicito la ampliación de uno de los puntos de pericia de la autopsia. La evidencia abonó la hipótesis de que su cuerpo no estuvo todo el tiempo que permaneció desaparecido en el mismo sitio donde fue encontrado.

## Antecedentes
Desde la conquista europea, los pueblos indígenas han considerado ilegítima la ocupación de sus tierras ancestrales. Durante el siglo XIX y parte del siglo XX, el Estado argentino no reconoció la personería jurídica de los pueblos indígenas, ni derechos sobre esas tierras. Tampoco eran censados como tales, con excepción del Censo Indígena ordenado en 1965 por el presidente Arturo Illia. Entre 1989 y 1992 se fortalecen en toda América Latina diversos movimientos de reivindicación indígena, teniendo como hito la denuncia del Quinto centenario de la invasión de América y contraponiendo a la «celebración», los «quinientos años de resistencia indígena».
En 1994 el Estado argentino modificó considerablemente su postura y reconoció por primera vez los derechos indígenas al reformar la Constitución Nacional en 1994 (artículo 75, inciso 17), entre ellos «la posesión y propiedad comunitaria de las tierras que tradicionalmente ocupan», prohibiendo su enajenación:

Reconocer la preexistencia étnica y cultural de los pueblos indígenas argentinos. Garantizar el respeto a su identidad y el derecho a una educación bilingüe e intercultural; reconocer la personería jurídica de sus comunidades, y la posesión y propiedad comunitaria de las tierras que tradicionalmente ocupan; y regular la entrega de otras aptas y suficientes para el desarrollo humano; ninguna de ellas será enajenable, transmisible ni susceptible de gravámenes o embargos. Asegurar su participación en la gestión referida a sus recursos naturales y a los demás intereses que los afecten. Las provincias pueden ejercer concurrentemente estas atribuciones.
Artículo 75, inciso 17 de la Constitución nacional de Argentina

El marco normativo de los derechos indígenas se completó con la ratificación del Convenio n.º 169 sobre Pueblos Indígenas y Tribales de la Organización Internacional del Trabajo (OIT) por la ley 24.071 (2000), la inclusión en el Censo Nacional a partir de 2004, la Declaración de las Naciones Unidas sobre los Derechos de los Pueblos Indígenas (2007) y el nuevo Código Civil y Comercial (2015), regulando la propiedad indígena de la tierra.
A partir de entonces las comunidades indígenas que habitan en la Argentina, comenzaron a organizarse para hacer efectivos sus nuevos derechos constitucionales.
El conflicto desatado alrededor de las tierras ancestrales indígenas, está estrechamente vinculado a los intereses económicos relacionados con la megaminería (especialmente en la zona cordillerana) y la explotación de los yacimientos petrolíferos, así como grandes terratenientes que desconocen total o parcialmente los derechos territoriales indígenas, cuando se trata de tierras que se encuentran en su posesión, como es el conocido caso de la empresa italiana Benetton. En varios casos, los propietarios de tierras reclamadas por las comunidades indígenas iniciaron juicios para desalojar a dichas comunidades, pese a que el Estado argentino aún no ha finalizado con la devolución de tierras ancestrales ordenada por la Constitución de 1994. Ante la magnitud del conflicto, en 2006 el Congreso Nacional sancionó la Ley de Emergencia Territorial Indígena n.º 26.160, suspendiendo los desalojos de tierras indígenas con el fin de finalizar el relevamiento catastral de las tierras ancestrales, paso previo para formalizar los títulos de propiedad comunitaria.
El conflicto se agudizó en 2017 debido a la perspectiva de vencimiento del plazo de suspensión de los desalojos el 23 de noviembre de 2017, pese a que solo se había completado el relevamiento catastral en un 30 % (459 de las 1532 comunidades indígenas identificadas). Entre las provincias que no habían finalizado el relevamiento, se encuentran las provincias de Neuquén, Río Negro y Santa Cruz. Organizaciones indígenas, de derechos humanos y partidos políticos habían reclamado la prórroga de la ley, para evitar que el conflicto territorial ingrese en una situación de descontrol. Presionado por la demora en completar el relevamiento de los territorios indígenas, el Congreso Nacional aprobó en noviembre de 2017, una nueva prórroga de la Ley 26.160, esta vez hasta el 23 de noviembre de 2021.

### El pueblo mapuche

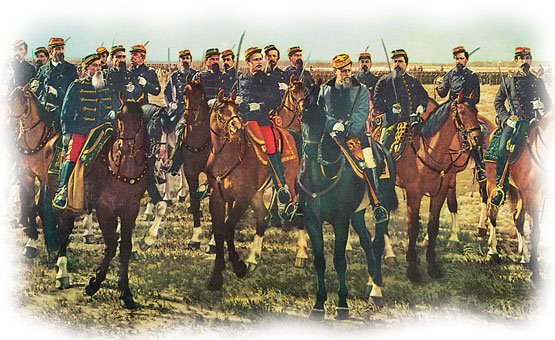
La Conquista del Desierto, cuadro de Juan Manuel Blanes.

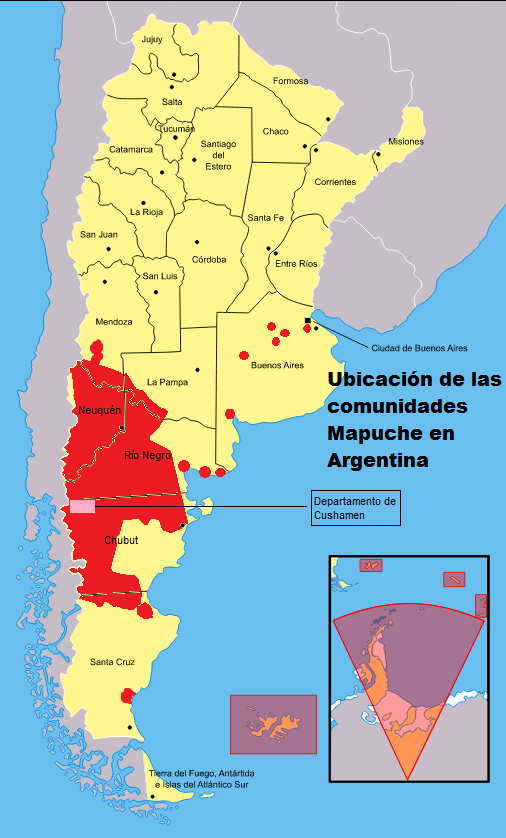
Mapa del área en que existen comunidades mapuches en la Argentina. Fuente: diario La Nación con base en datos del INAI, dependiente del Ministerio de Justicia y Derechos Humanos de Argentina, 2017.

El pueblo mapuche enfrentó históricamente los intentos de conquista de las tierras en que habitaba por parte del Imperio español primero, y de Argentina y Chile, a partir de su independencia a comienzos del siglo XIX. En la segunda mitad del siglo XIX, ambos países llevaron adelante sendas guerras contra el pueblo mapuche, mediante las que ocuparon las tierras hasta entonces controladas por los mapuches. Estas guerras son conocidas como la Conquista del Desierto en Argentina, y la Pacificación de La Araucanía en Chile.
Las comunidades mapuches contemporáneas han reivindicado la propiedad ancestral sobre distintos territorios que históricamente pertenecieron a sus antepasados, tanto en la Argentina como en la vecina Chile.
En Argentina, sus mayores éxitos se alcanzaron en la provincia del Neuquén, donde les fueron reconocidos numerosos territorios («reservas»), la mayoría de ellos en el área del Camino de los Siete Lagos.
En las vecinas provincias de Río Negro y Chubut, en cambio, el reconocimiento de sus derechos sobre las tierras ha sido menor, dando lugar a una serie de conflictos de baja intensidad, orientados a que los estados nacional y provincial reconozcan sus derechos territoriales constitucionales, especialmente sobre áreas ocupadas por parques nacionales y grandes latifundios.

### Benetton y la comunidad «Pu Lof en Resistencia» de Cushamen

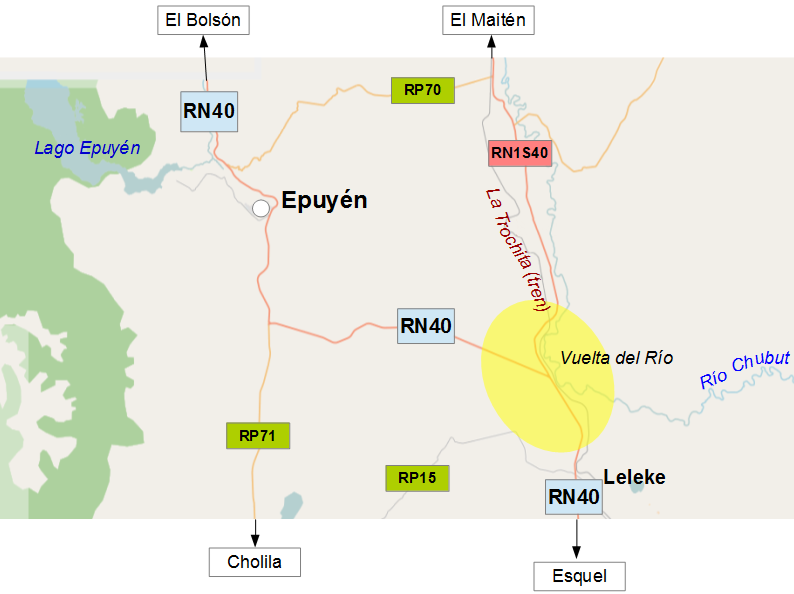
En amarillo el área en que se ubica la comunidad «Pu Lof en Resistencia» de Cushamen en la estancia Leleke, de propiedad (disputada) del Grupo Benetton.

En la provincia del Chubut, gran parte de los reclamos mapuches se orientaron contra las propiedades rurales del Grupo Benetton.
Benetton es propietaria de algo más de 900 000 hectáreas en todo el país, un tercio de las cuales están ubicadas en Chubut,
y opera en la región bajo el nombre de Compañía de Tierras Sud Argentina SA (CTSA) con centro en la estancia Leleque (de 180 000 hectáreas), ubicada en el departamento Cushamen, en el noroeste de la provincia.
Allí se desarrollaron los hechos que llevaron a la desaparición de Santiago Maldonado.
El Grupo Benetton se instaló en la región a comienzos de los años noventa. En 2006 la empresa reconoció parcialmente los derechos constitucionales del pueblo mapuche sobre sus tierras y ofreció entregar a la provincia de Chubut 7500 hectáreas en la zona de Esquel, a fin de que las mismas fueran entregadas bajo el régimen de territorios ancestrales a las diversas comunidades. El gobierno provincial ordenó realizar estudios técnicos sobre la propuesta, que concluyeron que se trataba de tierras improductivas, inadecuadas para atender el reclamo mapuche.
El 13 de marzo de 2015 una comunidad mapuche, perteneciente al Movimiento Mapuche Autónomo del Puel Mapu (MAP), instaló un lof (comunidad) llamado «Pu Lof en Resistencia» dentro de la estancia Leleque, en el predio ubicado en el paraje Vuelta del Río, sobre la Ruta Nacional 40 y a la vera del curso superior del río Chubut, entre Cholila y Esquel.
En 2016 el dirigente indígena Facundo Jones Huala se integró a la comunidad mapuche instalada en Cushamen. Huala había sido objeto de la atención de la prensa nacional en 2013, al ser detenido en Chile, acusado de violación a la ley de control de armas e ingreso ilegal al país.
El 27 de mayo de 2016 Jones Huala fue detenido en el lof de Cushamen, como consecuencia de un pedido de extradición a Chile para ser juzgado por los hechos de 2013 y una orden de detención librada por la justicia argentina, por su presunta participación en la quema de un refugio cercano a la ciudad de Bariloche,
siendo liberado tres meses después.

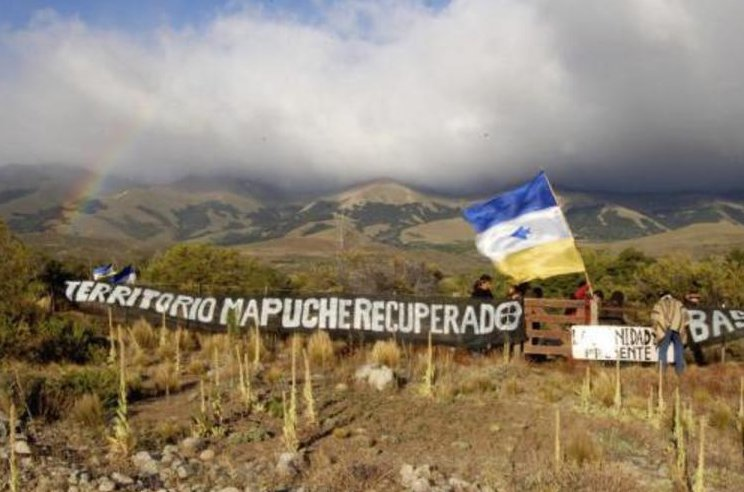
La comunidad «Pu Lof en Resistencia», ocupando tierras ancestrales

A fines de junio de 2016 efectivos del Grupo Especial de Operaciones Policiales (GEOP), la Guardia de Infantería de la Policía provincial y la Unidad de Abigeato irrumpieron violentamente en los terrenos ocupados por la comunidad «Pu Lof en Resistencia», presuntamente en busca de ganado perteneciente a Benetton.
Luego del procedimiento, que dejó varios heridos entre los miembros de la comunidad y siete detenidos, se recuperaron 242 cartuchos correspondientes a la variedad conocida como «antimotines».
En septiembre de 2016 miembros del lof bloquearon el paso del tren turístico conocido como La Trochita,
y desde entonces se repitieron los cortes de rutas, especialmente sobre la vieja ruta nacional 40 (RN1S40). La respuesta del gobierno nacional fue enviar sucesivos grupos de agentes de la Gendarmería Nacional, que se apostaron repetidamente en las cercanías del acampe mapuche.
En diciembre de 2016 la Cámara Federal de Apelaciones de Comodoro Rivadavia rechazó un habeas corpus preventivo, presentado por el grupo mapuche, ante la posibilidad de que se realizara un operativo represivo en su contra por parte de la Gendarmería Nacional.
Un mes después, los días 10 y 11 de enero de 2017, la comunidad de Cushamen sufrió un violento ataque realizado por fuerzas de Gendarmería Nacional y la Policía de la Provincia del Chubut. Las fuerzas de seguridad dispararon contra los indígenas presentes, entre los que se encontraban mujeres y niños, destruyeron sus viviendas y detuvieron a varios de sus integrantes.
La represión generó un escándalo de alcance nacional y los miembros del lof denunciaron que el gobierno provincial los calificaba de «terroristas» y «peligrosos», y que el desalojo -prohibido por la Ley 26.160- había sido informalmente pedido por el Grupo Benetton.
El gobernador Mario Das Neves rechazó esas imputaciones y culpó de la represión al juez federal de Esquel, Guido Otranto.
Desde entonces, el control de las actividades de la comunidad quedó exclusivamente en manos de la Gendarmería Nacional, mientras que la Policía provincial se mantuvo al margen.
El 28 de junio de 2017 volvió a ser detenido Facundo Jones Huala, generando una sucesión de protestas y marchas en reclamo de su libertad.
El 31 de julio de 2017 organizaciones mapuche y de derechos humanos realizaron un corte de calle frente al Juzgado Federal de Bariloche para pedir la liberación de Facundo Jones Huala. Los manifestantes fueron reprimidos por Gendarmería Nacional, que detuvo a varias personas.
El mismo día el gobernador de Chubut, Mario Das Neves, pidió la destitución del juez Guido Otranto, por haber liberado a Jones Huala en agosto de año anterior, apoyado por el jefe de Gabinete del Ministerio de Seguridad de la Nación Pablo Noceti.
En la madrugada del día siguiente se produciría el allanamiento de la comunidad «Pu Lof en Resistencia» de Cushamen y la desaparición de Santiago Maldonado en el interior de la misma.
En marzo de 2019, la justicia falló a favor de la comunidad, liberando de todos los cargos a los miembros de la Pu Lof acusados por el Grupo Benetton de usurpación de tierras y robo de ganado.

## Hechos denunciados

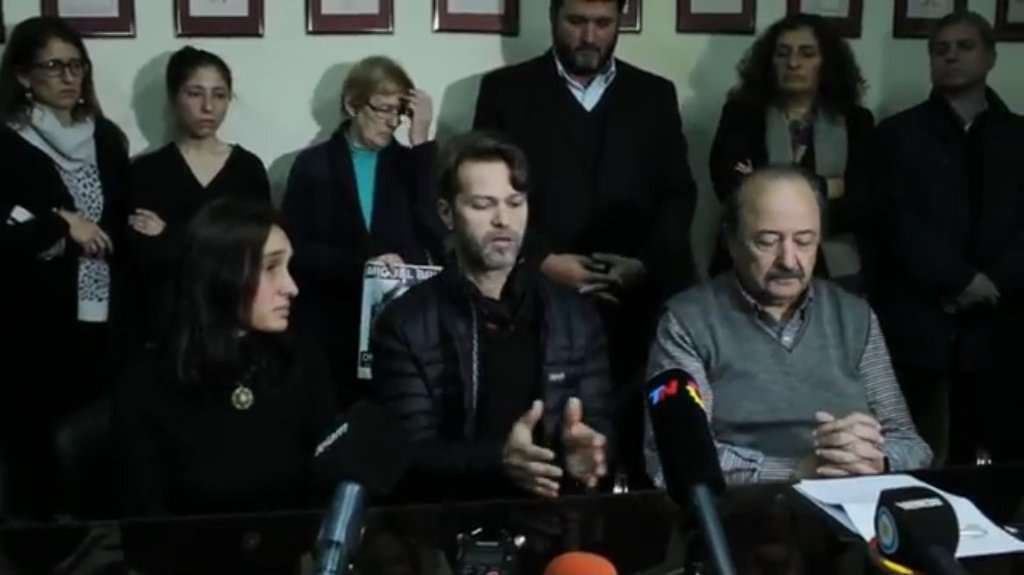
Conferencia de prensa denunciando la desaparición forzada de Santiago Maldonado, realizada por la Comisión Provincial de la Memoria de Chubut, Germán Maldonado (centro), hermano de Santiago, y otras organizaciones de derechos humanos, el 4 de agosto de 2017.

El 1 de agosto de 2017, cerca del mediodía, la Gendarmería Nacional irrumpió por la fuerza en la comunidad «Pu Lof en Resistencia» de Cushamen, sin que mediase orden judicial. Las fuerzas de seguridad rompieron la tranquera con un camión hidrante, e ingresaron al predio una cantidad indeterminada de gendarmes armados. Los agentes procedieron a reprimir a los habitantes con disparos de balas de goma y perdigones de plomo según los denunciantes, quemando elementos pertenecientes a la comunidad. Algunos de los que se encontraban en el campamento huyeron hacia río Chubut ―ubicado a 350 metros de la tranquera de entrada― y hacia un bosque cercano al campamento.
Los denunciantes señalaron que allí se encontraba el joven Santiago Maldonado, un mochilero que, ante la represión, huyó hacia la vegetación y se escondió antes de llegar al río Chubut, por no saber nadar. Testigos grabados por la Fiscalía en la zona de los hechos, relataron que «entre los tiros y las agresiones, un segundo más tarde lo pierden de vista y escuchan que un gendarme da la voz de "Tenemos uno" y luego acercan una camioneta de la Gendarmería, abren las puertas traseras y entre varios efectivos rodean las puertas para que no se pueda ver». La denuncia sostiene que Maldonado fue apresado y subido a un vehículo perteneciente a las fuerzas de seguridad.
Ese mismo día, el periodista de Esquel Ricardo Alejandro Bustos publicó la noticia de que Maldonado había sido detenido por Gendarmería en el Pu Lof de Cushamen y lo puso a disposición del Poder Judicial.

## La víctima
Santiago Andrés Maldonado fue un artesano y tatuador nacido el 25 de julio de 1989 en la ciudad de Veinticinco de Mayo, provincia de Buenos Aires. Unos meses antes de su desaparición se había instalado en la ciudad de El Bolsón (provincia de Río Negro), a unos 70 kilómetros del lof donde se denunció su desaparición. Maldonado apoyó a las comunidades aborígenes en su reclamo por la propiedad de las tierras. La familia del artesano afirmó que el joven «nunca tuvo militancia política. Porque descree de la política. Él tiene compromiso social», y que no es miembro del grupo conocido como RAM (Resistencia Ancestral Mapuche). Personas cercanas a él calificaron sus ideas como anarquistas, indigenistas, humanistas y solidarias; mientras que su hermano Sergio declaró a la prensa que Santiago «se definía como anarquista». Maldonado se dedicó también a la pintura, siendo autor de varias pinturas murales realizadas en su pueblo natal.

## Cuestión jurisdiccional
La principal escena del crimen se encuentra dentro de una comunidad indígena («Pu Lof en Resistencia» de Cushamen), protegida por las normas constitucionales e internacionales que garantizan sus derechos a la libre determinación, autonomía y a la consulta previa de las autoridades estatales.
Esta circunstancia no generó problemas de tipo jurisdiccional con las diferentes fuerzas policiales de los estados nacional y provincial, y con las autoridades judiciales intervinientes en el caso ya que el Estado argentino no reconoce a esta comunidad como tal.
Adicionalmente la empresa multinacional Benetton Group, tiene los  derechos de propiedad sobre el territorio en el que está asentada la «Pu Lof en Resistencia» de Cushamen, desconoce los derechos reclamados por los indígenas considerándolos "usurpadores" y mantiene un tenso conflicto con la comunidad indígena. Asimismo, dentro de esta última empresa y muy cerca de la comunidad indígena se encuentra instalado un destacamento oficial de la policía provincial y se ha denunciado que también se encuentra instalado un destacamento irregular de Gendarmería Nacional, en el casco de la estancia de la empresa.

## Investigación judicial
El primer funcionario judicial en tomar intervención fue el defensor oficial de Esquel Jorge Fernando Quintana, quien recibió el aviso de la Asamblea Permanente por los Derechos Humanos de que estaba desarrollándose un procedimiento represivo en la comunidad mapuche de Cushamen. El mismo 1 de agosto por la tarde, Quintana se hizo presente en el lof mapuche, donde fue informado de la detención de una persona por agentes de Gendarmería Nacional. Quintana inspeccionó el lugar, recibió testimonios y tomó fotografías de las huellas de vehículos que se encontraban en el lugar en el que los testigos señalaban que se había producido la detención. Al día siguiente, procedió a solicitar un pedido de paradero a la policía provincial y un habeas corpus ante el juez federal de Esquel Guido Otranto.
Poco después los familiares de Santiago Maldonado se presentaron como parte querellante en la investigación penal.
La desaparición formó dos causas: 8232/2017 sobre desaparición (luego recaratulada desaparición forzada) y 8233/2017 sobre habeas corpus.
La acción pública quedó bajo la dirección de la Fiscalía Federal de Esquel, mientras que el defensor oficial designado fue Fernando Machado. La causa judicial quedó a cargo del juez Otranto, quien delegó la investigación en la fiscal federal Silvina Ávila.
El juez intimó al gobierno nacional a informar si esa fuerza había detenido a Maldonado el 1 de agosto y qué medidas había adoptado para investigar la desaparición. Gendarmería contestó la intimación negando haber detenido a Maldonado y sin informar si había tomado medidas tendientes a investigar la suerte del militante desaparecido.
La ONG ambientalista Naturaleza de Derechos se hizo presente en el lugar de los hechos y documentó mediante videos y fotografías las huellas físicas de la represión (disparos de armas de fuego, presencia de niños, destrucción de viviendas, huellas de automotores, actuación de Gendarmería Nacional), aportándolas al expediente judicial y las causas internacionales abiertas.
La causa iniciada como "averiguación de delito" fue recaratulada el 24 de agosto como "desaparición forzada de persona".
El delito desaparición forzada está tipificado (detallado legalmente) en Argentina en el artículo 142 ter del Código Penal, del siguiente modo:

Artículo 142 ter: Se impondrá prisión de DIEZ (10) a VEINTICINCO (25) años e inhabilitación absoluta y perpetua para el ejercicio de cualquier función pública y para tareas de seguridad privada, al funcionario público o a la persona o miembro de un grupo de personas que, actuando con la autorización, el apoyo o la aquiescencia del Estado, de cualquier forma, privare de la libertad a una o más personas, cuando este accionar fuera seguido de la falta de información o de la negativa a reconocer dicha privación de libertad o de informar sobre el paradero de la persona.

Durante las primeras semanas luego de conocido el hecho, el gobierno argentino negó toda relación con la detención de Santiago Maldonado, tanto a través de la ministra de Seguridad, Patricia Bullrich, como del propio presidente Mauricio Macri, y sostuvo que no existen indicios que puedan vincular a la Gendarmería Nacional con el hecho.
Luego de las primeras semanas el gobierno continuó negando estar relacionado con una eventual detención ilegal de Maldonado. Desde un inicio la investigación judicial incluyó la hipótesis de la vinculación de miembros de Gendarmería Nacional y las pesquisas se dirigieron en ese sentido.

### Primer rastrillaje
El 5 de agosto, cuatro días después de la desaparición, el juez de la causa ordenó a la Prefectura Nacional realizar un rastrillaje con ayuda de perros en el lugar en que se denunció la desaparición de Santiago Maldonado, dentro de la «Pu Lof en Resistencia» de Cushamen. El registro se realizó desde la zona en que los denunciantes indicaron que el joven fue visto por última vez, hasta 400 metros aguas abajo del río Chubut. El comunicado judicial informó que los perros localizaron un rastro potencialmente perteneciente a Maldonado, que fue seguido hasta la orilla del río y que la fuerza policial intentó examinar también la otra orilla, acción que no fue autorizada por las autoridades de la comunidad indígena.
El defensor oficial Fernando Machado desmintió el informe del juzgado, tanto sobre el hecho de que las autoridades indígenas no hubieran autorizado el rastrillaje, como sobre el hecho de que no se hubiera examinado la otra orilla.
Textualmente el defensor oficial informó:

Hay aspectos que por ahí se malinterpretan, porque es cierto que hay un orden judicial pero también es cierto que hay aspectos de naturaleza cultural de la comunidad mapuche que a veces son necesarios consensuar. Esto no constituye, o no es una negativa, porque en ningún momento la comunidad se negó. Es cierto que no se aceptó la participación de drones, pero una vez que se consensuó sobre aspectos culturales y sobre el objetivo jurisdiccional, y siempre concentrados en la búsqueda de Santiago, se llegó al punto de poder hacer el rastrillaje con el perro, y a su vez que Prefectura recorriera ambas márgenes del río... El objetivo es encontrar a Santiago y encontrarlo con vida. Creo que Santiago sí estuvo ahí. El recorrido del perro fue muy claro, muy concreto y contundente porque no titubeó en ningún momento. Y por otro lado el personal de Prefectura Naval Argentina dijo que es muy difícil que Santiago se hubiese podido ahogar ahí. Es un lugar de muchos palos, con una profundidad de un 1,30 o 1,40 en la parte más profunda, con poca corriente. Y si hubiese habido un deceso de esa naturaleza lo más probable es que el cuerpo estuviera a los pocos metros o en la orilla porque hay muchísimos palos.
Fernando Machado, defensor oficial

### Inspección de vehículos
El 6 de agosto fueron examinados pericialmente los vehículos de Gendarmería Nacional utilizados en el operativo represivo. El comunicado del juzgado informó que los mismos habían quedado «resguardados».
El defensor oficial sin embargo dio una versión distinta, informando que los vehículos habrían sido lavados y que la faja de una de las camionetas periciadas estaba rota.
El 16 de agosto la ministra Patricia Bullrich también sostuvo en su declaración ante la Cámara de Senadores que las pruebas habían sido «resguardadas», pero un mes después, un alto funcionario del ministerio de Seguridad reconoció que los vehículos habían sido lavados en cumplimiento de los reglamentos internos de la fuerza.

### Segundo rastrillaje
El 16 de agosto el juez Otranto ordenó realizar un nuevo rastrillaje en la zona donde los denunciantes dijeron que había desaparecido Santiago Maldonado. En la búsqueda estuvo presente el juez y actuaron más de 150 agentes, principalmente de la Policía Federal y la Prefectura Naval, equipados con perros, drones y un helicóptero. El rastrillaje fue comunicado a la familia y demás denunciantes en el momento mismo en que el juez salió del juzgado para iniciarlo y fue realizado en el área de tierra perteneciente a la comunidad mapuche, alcanzando el borde del río Chubut en dos puntos. Durante el mismo los perros encontraron ropas y un collar que, por su olor, podrían pertenecer al joven desaparecido. El collar fue encontrado a la vera del río, a pocos metros donde los testigos mapuches dijeron que Maldonado había sido golpeado por agentes de la Gendarmería Nacional.
El diario Clarín tituló en esa oportunidad, apoyado en la información que le aportaron funcionarios del Ministerio de Seguridad, que el «rastrillaje hizo dudar de la versión de los testigos», fortaleciendo la versión del gobierno de que Maldonado podría no haber estado presente en ese lugar el día 1 de agosto.
En dirección opuesta, el diario Página/12 tituló que el hallazgo del collar «apuntaba a la Gendarmería».

### Declaración de Matías Santana
El 5 de septiembre de 2017 declaró como testigo Matías Santana, miembro de la comunidad «Pu Lof en Resistencia» de Cushamen y una de las personas que fueron perseguidas por Gendarmería Nacional dentro del predio mapuche. Santana afirmó que logró escapar de la Gendarmería cruzando el río Chubut y que desde el otro lado logró ver con unos binoculares como "un bulto negro con una campera celeste" era golpeado por efectivos de la Gendarmería, quienes luego parecen introducirlo en un vehículo. Santana ya había declarado fuera de la causa, sin revelar su identidad, ante funcionarios de la Procuraduría de Violencia Institucional (Procuvin), que grabaron su declaración y la presentaron de inmediato al juez de la causa.
Según declaró a los medios de comunicación al salir del juzgado pudo ver cómo:

Había tres efectivos de Gendarmería que estaban golpeando un bulto negro con una campera celeste. Esa campera es la que yo le presto a Santiago [Maldonado] esa mañana cuando decidimos cambiarnos la ropa (...) Con unos binoculares logro observar que sale un Unimog desde la comunidad hacia la ruta 40. Estaciona una camioneta blanca perteneciente a Gendarmería. Hacen una pantalla, descienden el mismo bulto que yo vi que estaban golpeando, lo introducen en la camioneta y sale rumbo a Esquel.

Un día después el testigo amplió a los medios de comunicación su declaración explicando que tras el desalojo de la ruta 40 pudo subir a un caballo y que desde un «cerro alto» había podido observar con unos binoculares cómo los gendarmes golpeaban y se llevaban a Maldonado, asegurando que no pudo mostrar los binoculares porque los había perdido un compañero durante un rastrillaje de la Gendarmería. El juez Guido Otranto, en declaraciones al diario La Nación, por las que resultó apartado del caso, comentó las declaraciones del testigo en los siguientes términos:

Más allá de los condimentos de los largavistas y lo que tardó en llegar a un cerro para ver toda la situación, el problema de esa declaración es cuando se la empieza a comparar con los otros elementos de prueba. Entra en contradicción con otras declaraciones, incluso con las de la gente de la comunidad. Ni que hablar con las de los gendarmes. Hay fotos y sabemos en qué horario se fue produciendo lo que sucedió dentro del territorio. No puedo adelantar los análisis preliminares, pero hay inconsistencias que le restan credibilidad a esa versión.

Otros testigos miembros del lof mapuche, también declararon ante el juez, que Santiago Maldonado se encontraba en el lugar al iniciarse la represión y que la Gendarmería Nacional había realizado rastrillajes dentro del predio.
A mediados de mayo de 2018, Matías Santana fue procesado por el Juzgado Federal de Esquel, a cargo del juez Guido Otranto, acusado de ser "coautor del delito de impedir el normal funcionamiento del transporte por tierra; resistirse a un funcionario público en el ejercicio legítimo de sus funciones; desobedecer a un funcionario público en el ejercicio legítimo de sus funciones; dañar parcialmente una cosa mueble ajena en despoblado y en banda; hacer uso de amenazas empleando armas y en forma anónima y causar lesiones graves a otro por su condición de miembro de las fuerzas de seguridad y para asegurar el resultado de otro delito".

### Tercer rastrillaje
El 8 de septiembre, el juez Otranto ordenó realizar un tercer rastrillaje en la zona donde los denunciantes dijeron que había desaparecido Santiago Maldonado. Actuaron más de 200 agentes, principalmente de la Policía Federal y la Prefectura Naval, utilizándose en esta oportunidad buzos. El rastrillaje fue realizado principalmente en el área río Chubut, aguas arriba y abajo desde la comunidad mapuche donde los testigos dijeron haber visto a Santiago Maldonado por última vez, pero sin ingresar a la misma.
El objetivo del operativo era examinar cuidadosamente el río y sus márgenes. Asimismo un helicóptero y un dron siguieron el curso del río, filmando toda el área.
El resultado fue negativo y no se registraron hallazgos.

### Declaración interna del gendarme Robledo
El 12 de septiembre de 2017 el Ministerio de Seguridad incorporó al expediente tres testimonios de gendarmes realizados en el sumario interno dispuesto por el propio ministerio. Los informes fueron calificados por el gobierno y la prensa como «importantes» y «clave» para resolver el caso.
Ese mismo día el gobierno hizo trascender informalmente que un gendarme confesó haber golpeado con una piedra a una de las personas que se encontraban dentro de la comunidad mapuche allanada el 1 de agosto. Según los medios de comunicación que dieron a conocer el trascendido, el gendarme habría sido Neri Armando Robledo y la declaración se habría realizado el día 11 de septiembre, en el ámbito interno de la Gendarmería Nacional. Robledo no había sido mencionado en los informes anteriores realizados por el Ministerio de Seguridad, entre los siete gendarmes que se encontraban en las cercanías del río Chubut.
El diario Clarín tuvo acceso al testimonio completo del gendarme Robledo y publicó el mismo. Robledo declaró que la piedra que arrojó era «un tanto pequeña», que se la arrojó a una persona que estaba cruzando el río Chubut a nado, impactándolo en la espalda. Siempre según el testimonio de Robledo, la persona golpeada terminó de cruzar el río y lo insultó desde el otro lado. Aclaró también que en ese momento el hombre al que golpeó no se encontraba encapuchado, porque había perdido la capucha en el río, pero que no se acordaba de ninguna característica física del mismo, salvo que era una «persona robusta, de unos dos metros de alto», que vestía «pantalón largo». Robledo contó también que luego del operativo le informó a sus camaradas que le había arrojado piedras a las personas que estaban cortando la ruta y que en todo momento estuvo acompañado por el sargento Carlos Pelozo, quien presenció todo el hecho y fue quien le hizo saber que el piedrazo había impactado sobre la espalda del hombre que estaba cruzando el río.
El testimonio del gendarme Robledo se contradijo con la declaración del jefe de Gendarmería de El Bolsón, quien el día anterior había asegurado que «nunca hubo contacto con los manifestantes».
Al ser citado a declarar ante el juez de la causa al día siguiente (13 de septiembre de 2017), el sargento Carlos Pelozo negó haber visto que Robledo hubiera arrojado una piedra a alguna persona, según informó a la prensa Gonzalo Cané, secretario de Cooperación con los Poderes Judiciales Legislativos, Ministerios Públicos y Legislaturas del Ministerio de Seguridad de la Nación. Otros tres gendarmes declararon también como testigos ante el juez ese mismo día, afirmando que no habían visto a Robledo arrojando piedras, ni se habían enterado de que lo hubiera hecho.

### Testimonios de gendarmes que actuaron
El 14 de septiembre declararon como testigos ante el juez, cuatro gendarmes pertenecientes al Escuadrón 36, que actuaron en el operativo del 1 de agosto, durante el que presuntamente desapareció Santiago Maldonado. Los gendarmes informaron que diez minutos antes de que se iniciara el operativo, se retiró del lugar el jefe del escuadrón, comandante Fabián Méndez, quedando el operativo a cargo del segundo en el mando, comandante Pablo Escola. Los testigos declararon que tres integrantes del grupo de mapuches que perseguían lograron cruzar el río y que recibieron la orden de «buscar manifestantes» en la vera del río Chubut, permaneciendo en el lof hasta las 18 horas.

### Entrevista al juez Otranto en el diario «La Nación»
El 17 de septiembre de 2017 el diario La Nación publicó una entrevista exclusiva al juez de la causa Guido Otranto, a través de la cual anunció cuales eran sus convicciones sobre la desaparición de Santiago Maldonado. En la entrevista el juez Otranto anunció:
- que consideraba probada la presencia de Santiago Maldonado en el lof mapuche al comenzar la represión realizada por la Gendarmería Nacional;
- que el momento crucial de los hechos fue cuando los gendarmes llegaron al río;
- que la hipótesis más razonable era que Santiago Maldonado se hubiera ahogado en el río Chubut;
- que no había elementos que permitieran pensar que fue capturado por la Gendarmería Nacional;
- que no había elementos que permitieran sostener que pudo haber sido herido de gravedad por un disparo a corta distancia o una piedra;
- que no creía que la desaparición del joven se hubiera producido por un exceso de algún miembro de la Gendarmería;
- que había "inconsistencias que le restan credibilidad" a la declaración de Matías Santana, que dijo haber visto la detención de Santiago Maldonado;
- que la opinión pública no llegaba "a comprender en su total dimensión cuál es el problema que estamos teniendo con esta comunidad.[79]

Otranto fue acusado por las querellas de haber ordenado militarizar la zona, haber permitido la injerencia directa de los funcionarios enviados por la ministra Patricia Bullrich a Esquel 

### Irregularidades por parte del juez y la fiscal
Días después se verificó que el juez falseó los hechos en un documento oficial: sobre el rastrillaje del 5 de agosto dijo que los mapuches le habían entregado la gorra de Santiago que estaba “debajo de una manta”, cuando en realidad la encontró una empleada de su juzgado “debajo de una mata”, es decir, un arbusto. Finalmente, fue apartado del caso por su falta de imparcialidad. 

Otranto también fue denunciado penalmente por Ariel Mariotto Garzi, quien declaró haber llamado dos veces a Maldonado el 2 de agosto a un teléfono celular chileno, radicó la denuncia en la fiscalía federal, a cargo de Silvina Ávila, que investiga la desaparición de Santiago. Se le imputó al juez Otranto, —finalmente apartado—, incumplimiento de deberes de funcionario público, encubrimiento agravado, omisión de promover la persecución y represión de los delincuentes.

El fiscal ante la Cámara Federal de Comodoro Rivadavia, Norberto Bellver, ya acordaba con la idea de que había “fundamentos serios” para apartar al magistrado de la causa. Incluso Otranto fue señalado por un policía de Río Negro que denunció que durante el rastrillaje se encontraron en el terreno un elemento similar a un gas lacrimógeno, y a su alrededor cartuchos de armas de fuego 9 milímetros y FAL, pero la fiscal Silvia Ávila y el juez Guido Otranto ordenaron no levantarlas, argumentando que no se buscaban esos elementos sino que se estaba buscando evidencias de la persona de Santiago Maldonado. Además, Otranto, no procedió a secuestrar el teléfono para realizar las pericias necesarias que acreditaran la veracidad de las afirmaciones del testigo acerca de la llamada a Maldonado y que el celular del artesano fue atendido. Incluso durante su paso por la causa un testigo fue hostigado y secuestrado por la policía de Río Negro, que lo subió a una camioneta donde le gritaron antes de gatillarle cuatro veces el arma reglamentaria a la altura de la cabeza, y luego lo dejaron tirado en una vereda. Sin embargo al tener conocimiento de ese hecho, Otranto omitió realizar la denuncia por lo que sería señalado por encubrimiento.
Finalmente el 20 se septiembre el testigo protegido denunció penalmente al juez Otranto.
Paralelamente las comunidades mapuche comenzaron una serie de protestas contra en juez Otranto y denunciaron que mientras protestaban contra el juez estaban "quemando la casa de Marcelo Calfupan", uno de los manifestantes de la comunidad Vuelta del Río que pedía la renuncia del magistrado.
Durante esas semanas, Otranto puso obstáculos a los familiares de la víctima y a los organismos defensores de los Derechos Humanos para el acceso al expediente.
Noceti llevó a cabo el proceso junto a la fiscal subrogante Silvina Ávila quien entre otras omisiones no pidió el peritaje de los teléfonos de Noceti, por la misma razón que Otranto: en ese listado aparecerían tanto el juez como la fiscal. La misma fiscal Ávila suspendió la reconstrucción de lo sucedido el 1 de agosto, aduciendo que los mapuches habían cortado una serie de ramas de los sauces en los márgenes del río Chubut que impedían la visión desde la otra orilla, allí donde el testigo Matías Santana declaró que había visto con binoculares el momento en que los gendarmes detuvieron a Maldonado, pero se reveló que los cortes fueron anteriores al operativo del 1 de agosto, ya que pueden apreciarse en la toma fotográfica del día de la desaparición en la que gendarme Echazú regresa desde el río.

### Irregularidades en el rastrillaje
Un policía de Río Negro denunció que durante el rastrillaje que se hizo el 16 de agosto en la Pu Lof de Cushamen para buscar a Santiago Maldonado se encontraron en el terreno cartuchos de balas de armas de fuego 9 milímetros y FAL, pero la fiscal Silvina Ávila y el juez Guido Otranto les dijeron que no las levantaran. El agente Marcos Darío Herrero hizo la denuncia ante el subcomisario Marcos Sosa y el comisario inspector José Ruiz. Herrero fue enviado a Esquel para colaborar con la búsqueda de Santiago Maldonado junto a los perros Duque, Águila y Alcón. El uniformado describió: “Se encontró con un cable que estaba unido a dos plantas matafumes donde en uno de sus extremos había un elemento similar a un gas lacrimógeno que a su alrededor tenía cartuchos balas de armas Fal y de 9 mm. Que de dicho elemento no se tomó fotografías como así no se dejó constancia en el acta”. Contó que se acercó a la fiscal para contarle que habían encontrado esos proyectiles y que ella le dijo que no se iban a levantar, más tarde mientras se retiraban, el can Duque se acercó nuevamente al primer puesto de avanzada donde marcó ese lugar observado el causante que había más cartuchos de bala de arma calibre 9 mm. Que le volvió a decir a la fiscal que había municiones a lo que la doctora manifestó que no iban a levantar. El agente prestó declaración en el Juzgado Federal de Viedma y denunció que durante el operativo dirigido por Otranto encontró cartuchos de bala FAL y 9 mm, que no fueron utilizados como prueba porque la fiscal a cargo dijo que "no era lo que buscaban".

### Orden de Noceti de esconder y alterar la situación de los vehículos
El 3 de agosto a la noche Noceti, mano derecha de Patricia Bullrich, llamó a la Central de Reunión de Inteligencia de Gendarmería para anticipar que el juez ordenaría efectuar peritajes en los vehículos usados en el operativo. Al día siguiente, mientras el juez pedía la nómina, el chofer de una de las camionetas recibió un audio explicativo del mensaje del funcionario: “Dice que saquen los vehículos de ahí, que escondan”. El peritaje se hizo el sábado 5. Según certificó el defensor Fernando Machado, no los escondieron pero sí los lavaron y violaron la faja de seguridad de una camioneta. Por esos días, en diálogo con cuatro gendarmes que llegaron al río, el encargado de Violencia Institucional del Ministerio de Seguridad de la Nación, Daniel Barberis, hombre cercano a Bullrich, les advirtió: “si nosotros no podemos salir juntos de este barco, encalla y en el barco están ustedes y nosotros”. También les confesó que habían inducido al juez a desviar la investigación que se realizaría sobre el accionar de  Gendarmería. En el mismo teléfono del sargento Sartirana donde se encontró un audio alusivo al cuerpo de Santiago Maldonado en la camioneta que manejaba ese gendarme, apareció otra grabación, del 4 de agosto, donde alguien le informa que hay orden de esconder los vehículos. El día anterior Noceti había informado a inteligencia de Gendarmería que prepararan los vehículos porque serían peritados. Noceti estuvo al tanto de lo que ocurriría y pudo avisar a la Central de Inteligencia de Neuquén, de modo que el chofer de una de esas camionetas se enteró de que debían esconder los vehículos. Pese a que el Estado Nacional no es parte en la causa, hasta ahora han tenido el libre acceso al expediente y al despacho del juez, que se le retaceó a los familiares de la víctima y a los organismos defensores de los Derechos Humanos. El secretario Gonzalo Cané, nexo del ministerio que encabeza Patricia Bullrich con el Poder Judicial justificó que la Gendarmería haya lavado las camionetas del operativo tras el cual desapareció Santiago Maldonado porque "cumplió con el reglamento".

#### Audios incriminatorios del secretario de violencia institucional
El 8 de agosto el periodista Sebastián Premici divulgó los audios encontrados con el diálogo del secretario de violencia institucional del ministerio de Seguridad y hombre cercano a la ministra Bullrich, Daniel Barberis con cuatro gendarmes, entre ellos Daniel Gómez, uno de los que llegaron al río. Barberis mencionó allí la nota escrita por Horacio Verbitsky titulada “Macri ya tiene su primer desaparecido” y comentó: “Si nosotros no podemos salir juntos de este barco, encalla y en el barco están ustedes y nosotros”. También dijo que habían inducido al entonces juez Otranto a desviar la pesquisa de la Gendarmería. La maniobra es ilegal pero fue exitosa y su divulgación compromete aún más la situación del Ministerio.

### Amenaza a testigos
El 17 de julio de 2017 un testigo clave fue hostigado y secuestrado por la policía de Río Negro, que lo subió a una camioneta donde le  gritaron antes de gatillarle cuatro veces el arma reglamentaria a la altura de la cabeza, y luego lo dejarlo tirado en una vereda. Sin embargo al tener conocimiento de ese hecho Otranto omitió realizar la denuncia.

### Cuarto rastrillaje
El 18 de septiembre, el juez Otranto ordenó realizar un cuarto rastrillaje con perros, helicópteros, drones y buzos, que abarcó todo el territorio de la comunidad mapuche «Pu Lof en Resistencia» de Cushamen, así como el río Chubut aguas arriba y abajo. El operativo abarcó el lugar donde un mes después se encontraría el cadáver. Se trató de uno de los allanamientos más grandes de la historia argentina, participando unos 370 agentes.
Incluyó también el allanamiento de las viviendas de las familias mapuche que habitan la comunidad, la detención de una de sus integrantes en su casa y la identificación obligatoria de todos sus miembros mediante sus huellas dactilares. Dentro de las viviendas mapuches las fuerzas de seguridad secuestraron teléfonos celulares, una mochila con la presunción que podría pertenecer a Santiago Maldonado y otros elementos. El juez no permitió que estuvieran presentes los familiares de Santiago Maldonado, su abogada, ni los organismos de derechos humanos o sociales que son parte en la causa.
El operativo fue cuestionado por los querellantes y las organizaciones de derechos humanos, debido al carácter violento que adquirió contra la comunidad mapuche y la actitud parcial del juez.
El testigo principal del caso, el mapuche Matías Santana, denunció que el juez ordenó mantener sujetos con precintos a los habitantes de la comunidad durante todo el operativo, siendo objeto de maltratos, golpes y amenazas.
En esa oportunidad el hermano del joven desaparecido criticó al juez por impedir la presencia de los familiares y declaró: «Mi miedo es que tiren ahí a mi hermano».

### Búsqueda en Villa Mercedes
El 19 de septiembre se cumplió la orden del juez Otranto de allanar una peluquería en la localidad de Villa Mercedes, provincia de San Luis, debido a que la dueña del local denunció que diez días antes le habían cortado el pelo a una persona muy parecida a Santiago Maldonado. El hecho llamó su atención, tanto por su parecido como por tratarse de una peluquería de mujeres.

### Remoción del juez
El 14 de septiembre de 2017 los familiares de Santiago Maldonado recusaron al juez Guido Otranto, acusándolo de parcialidad a favor del gobierno nacional, lentitud y falta de seriedad.
Cinco días después el Centro de Estudios Legales y Sociales (CELS) también recusó al juez Otranto por prejuzgamiento, debido a la entrevista concedida en exclusividad al diario La Nación, en la que sostuvo que él pensaba que Santiago Maldonado se había ahogado.
El 22 de septiembre de 2017 la Cámara Federal de Apelaciones de Comodoro Rivadavia aceptó las recusaciones del juez Otranto, removiéndolo y nombrando en su lugar a Gustavo Lleral, titular del juzgado federal de Rawson, para que se haga cargo de las dos causas en las que se investiga la desaparición de Santiago Maldonado, encomendándole además que se dedique a las mismas con exclusividad.

### Denuncia Liga Argentina por los Derechos del Hombre contra funcionarios
El 29 de agosto la Liga Argentina por los Derechos del Hombre, representada por Graciela Rosenblum y José Schulman, con el patrocinio jurídico de los letrados Eduardo Barcesat y Jorge Cholvis del Instituto Sampay en representación del colectivo de abogados que asesoró a la Liga en la presentación de la denuncia, denunció como presuntos autores de los delitos de «desaparición forzada de personas», «encubrimiento», «violación de los deberes de funcionario público» y «abuso de autoridad», en el caso de la desaparición de Santiago Maldonado, al presidente de la Nación, Mauricio Macri, el jefe de Gabinete de Ministros, Marcos Peña, la ministra de Seguridad, Patricia Bullrich, la cúpula de la Gendarmería y otros altos cargos.
La denuncia recayó por sorteo en el Juzgado Federal n.º 6, a cargo del juez federal Rodolfo Canicoba Corral y el fiscal Federico Delgado. El 11 de septiembre el juez Canicoba Corral se inhibió en favor del juez federal de Esquel, a cuya jurisdicción corresponderían los hechos denunciados, por estimar que no debía deslindarse la denuncia por encubrimiento de la causa principal por la desaparición forzada y que el presunto delito debía ser investigado en el mismo lugar en que se cometió.
Esta decisión fue apelada por el fiscal Delgado ante la Cámara Federal pues, sostenía:

Una pregunta es qué pasó con Santiago Maldonado; otra pregunta es qué hizo y qué dejó de hacer Estado en ejercicio de sus responsabilidades propias. El «encubrimiento» en esta instancia preliminar del proceso no es una calificación definitiva de los hechos (que en rigor se desconocen) es un significante, una pregunta: qué hicieron o dejaron de hacer las autoridades respecto a la desaparición de Santiago Maldonado, para luego examinar si esas acciones y/u omisiones podrían constituir algún delito.
Federico Delgado

Según el fiscal de primera instancia, «ni la desaparición forzada es un hecho ni el encubrimiento es un hecho, son preguntas», que deberían analizarse por separado.
Tras la recusación y apartamiento del caso del juez federal de Esquel, la postura del fiscal Delgado fueron avaladas por el fiscal Germán Moldes ante la Cámara Federal, que resolverá el 10 de octubre.

### Quinto rastrillaje y descubrimiento del cadáver

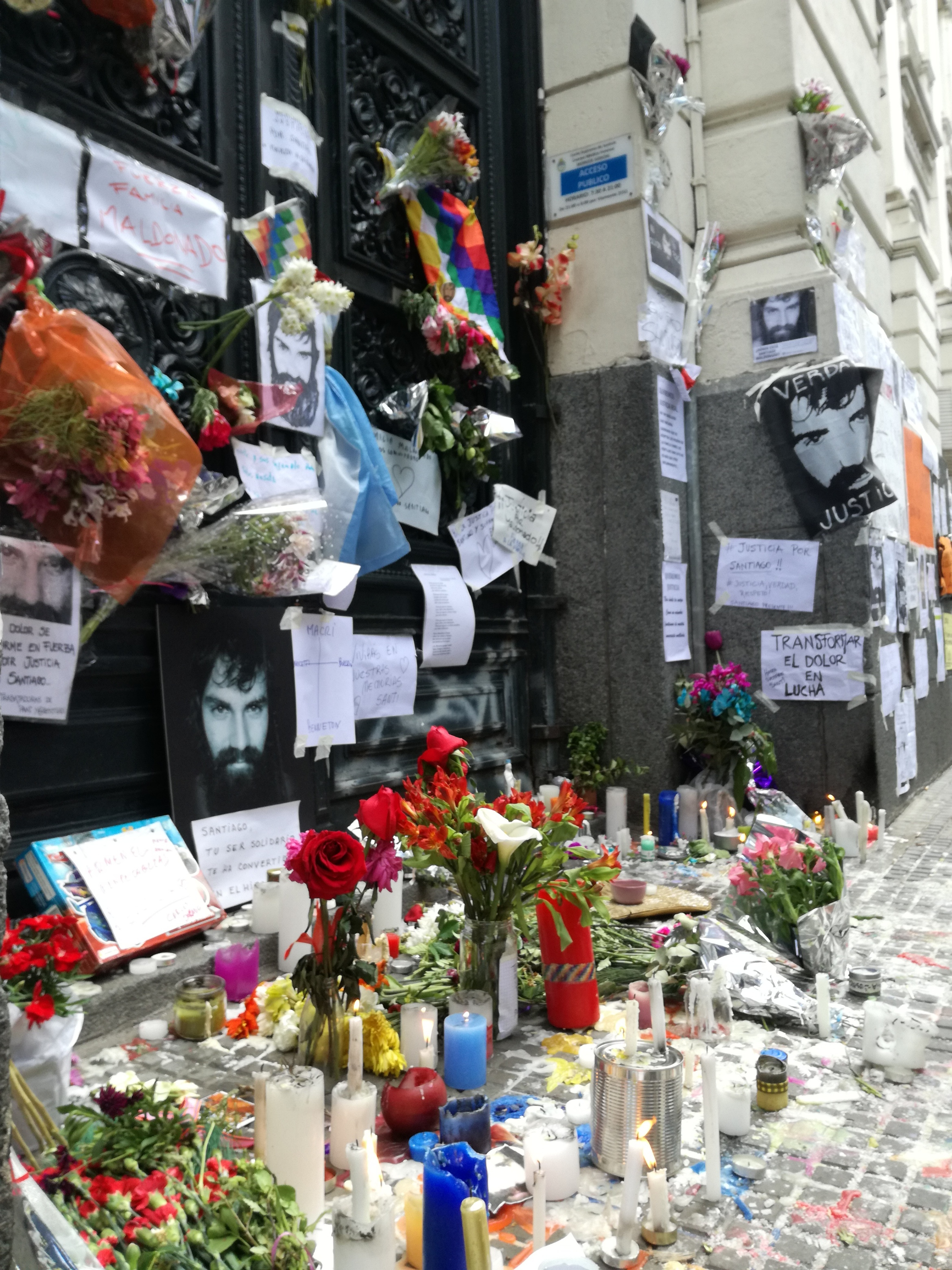
Expresiones populares en memoria de Santiago Maldonado en la puerta de la morgue de Buenos Aires, donde se encontraba su cuerpo.

El día 17 de octubre el nuevo juez de la causa Gustavo Lleral, ordenó un rastrillaje unos trescientos metros río arriba de la zona en la que se desarrolló el conflicto, con buzos de la Prefectura Nacional y perros del Sistema Nacional de Bomberos Voluntarios, estos últimos no empleados en anteriores búsquedas. El juez basó su decisión en el "consejo" del jefe de la Prefectura en San Carlos de Bariloche. El juez fue acompañado por todas las partes actuantes en el expediente, actuó con el consenso previo de la comunidad mapuche que habita el territorio, dio la orden de que no participara del mismo ningún agente de la Gendarmería Nacional y que el personal que realizara la búsqueda no tuviera armas. Cerca del mediodía, los buzos encontraron el cadáver de un hombre en el río Chubut, a escasos metros del lugar donde los denunciantes afirmaron que Santiago Maldonado había sido visto por última vez. Hubo diferentes versiones sobre el lugar en que fue hallado el cuerpo. Mientras la fiscal de Esquel informó en un comunicado que el cadáver fue encontrado “aproximadamente a 300 metros río arriba desde el epicentro del conflicto", luego se informó que el cuerpo apareció 70 metros río arriba.
Según un informe de la Prefectura se trataba del octavo rastrillaje realizado en el río desde el llevado a cabo el día 5 de agosto, si bien casi todos ellos habían buscado río abajo. La excepción fue el rastrillaje que se realizó el 18 de septiembre, que avanzó río arriba y revisó el área en la que finalmente sería encontrado el cuerpo de Maldonado. El cuerpo encontrado tenía la vestimenta del joven desaparecido, además una tonfa retráctil y su documento de identidad. El juez, la fiscal y la familia formularon declaraciones públicas informando que para poder realizarse una identificación precisa era necesario esperar a que se realizaran los estudios técnicos de rigor, para lo cual se dispuso que el cuerpo fuera llevado a Buenos Aires. Entre los especialistas convocados para realizar los estudios identificatorios, el juez convocó al Equipo Argentino de Antropología Forense, de prestigio mundial a raíz de su labor identificando restos de personas detenidas-desaparecidas.

### Gendarme imputado
Tras el hallazgo del cuerpo, la Fiscalía Federal de Esquel a cargo de Silvina Ávila emitió el 18 de octubre de 2017 un comunicado por el cual informaba que había solicitado la participación en la autopsia de todas las partes integrantes de la causa, mencionando como tales «las cinco querellas y el único imputado de la fuerza sospechada que se presentó en el expediente».
Para la opinión pública era la primera noticia que se tenía de la existencia de un imputado y así lo destacaron algunos medios de comunicación en sus titulares, informando de que el gendarme imputado era el subalférez Emmanuel Echazú, quien había participado en el operativo represivo durante el cual desapareció Santiago Maldonado y en el que había resultado herido en el pómulo derecho. Un día después la fiscalía consideró pertinente emitir un segundo comunicado con objeto de aclarar la situación procesal del gendarme imputado. El 12 de octubre, a causa de las heridas recibidas en el rostro, producidas, según su declaración, por un «piedrazo» recibido antes de ingresar en el territorio de la Pu Lof en Resistencia de Cushamen, Echazú había sido admitido como parte querellante en la causa seguida por el juez Otranto por el corte de la ruta. Sin embargo, con anterioridad habían surgido dudas sobre sus declaraciones y la fiscalía había solicitado al Cuerpo Médico Forense de la Corte Suprema una pericia de la herida. Varios medios de comunicación, como Página 12, Clarín, El Día, La Voz del Interior, Infobae, El Patagónico y La Nación especularon con las declaraciones de Echazú, sosteniendo que se contradecían con otras constancias del expediente.
En su segundo comunicado en relación con la imputación del subalférez, la fiscal Silvina Ávila informó que el agente, tras conocer por los medios de comunicación las medidas de prueba solicitadas en relación con las heridas del rostro, se había presentado espontáneamente por medio de sus abogados «a los fines de ponerse a disposición de la investigación», «y, dada la normativa procesal que rige en la materia y los derechos establecidos en el art. 73 del Código Procesal Penal de la Nación, se le dio intervención como imputado con acceso a la causa penal».
El 3 de enero de 2017 se publica en el boletín oficial la resolución 1473-E/2017 del Ministerio de Seguridad de fecha 29 de diciembre de 2017. Esta resolución establece la promoción al grado inmediato superior de personal de gendarmería, incluyendo al subalférez Emmanuel Echazú que de esta forma pasa a ocupar el cargo de Alférez. Los familiares de Santiago Maldonado advirtieron "podría suponer cierto aval a prácticas represivas ilegales y una provocación" en un comunicado titulado “Impunidad en ascenso”. Desde Gendarmería Nacional indicaron que el ascenso no tuvo relación con el caso del joven tatuador, sino que correspondía por su antigüedad.

### Autopsia y exámenes
El cuerpo hallado en el río Chubut fue trasladado a Buenos Aires para que la autopsia sea realizada por el Cuerpo Médico Forense de la Corte Suprema, con la asistencia en garantía del Equipo Argentino de Antropología Forense y presenciada por veedores de la familia Maldonado como Alejandro Incháurregui, uno de los fundadores del Equipo de Antropología Forense y uno de los responsables de encontrar los huesos del Che Guevara, la forense María Andrea Noms, parte de la Suprema Corte bonaerense. En total, cincuenta y cinco personas ingresaron a la sala (peritos, veedores y auxiliares) que trabajaron por turnos, siguiendo las recomendaciones del Protocolo de Minnesota, elaborado por el Alto Comisionado de las Naciones Unidas para los Derechos Humanos,
pero sin presencia de expertos internacionales, cuya colaboración fue rechazada por el gobierno del presidente Macri.
La autopsia se realizó el día 20 de octubre, entre las 9:30 de la mañana y las 11 de la noche. Al concluir la misma el juez Gustavo Lleral realizó declaraciones preliminares a la prensa, confirmando que se trataba de Santiago Maldonado, que el cuerpo no presentaba lesiones y que la causa de muerte todavía no había sido establecida, estimando que habría que esperar unas dos semanas hasta que los estudios se completaran.
El 24 de noviembre se presentó el informe pericial. El juez Lleral informó brevemente a la prensa que “se estableció que Santiago Maldonado falleció por ahogamiento por sumersión en el agua del río Chubut coadyuvado por hipotermia", que tres estudios concluyeron plazos distintos para el tiempo que el cuerpo pudo haber permanecido bajo el agua (entre 55 y 73 días) y que "por unanimidad se estableció que permaneció siempre abajo del agua y no en otro medio" y que "no hubo arrastre, ni sujeción, lo que permitiría concluir que el cuerpo no fue movido. También los expertos ratificaron que no había golpes o lesiones", "ni marcas de haber estado atado o haber sido arrastrado".
La familia de Maldonado emitió un comunicado en el que advierte que «la verdad de cómo, cuándo y dónde falleció Santiago aún se desconoce y por eso continuaremos exigiendo una investigación imparcial, independiente, efectiva y exhaustiva», adelantó que el juez Lleral dispuso, a su pedido, nuevas medidas de prueba y remarca tres situaciones: el hecho de que el 1 de agosto se produjo una represión conducida y apoyada por autoridades políticas, que la justicia federal de Chubut y el Poder Ejecutivo nacional entorpecieron la causa y que es necesario contar con investigadores idóneos e independientes para conseguir la verdad de lo ocurrido.
En el mismo sentido, el Encuentro Memoria, Verdad y Justicia emitió una declaración en la que acusa al gobierno nacional de querer eliminar, con el resultado de las pericias sobre el cuerpo, el "contexto político, social y represivo" en que se produjo la desaparición y muerte. Al mismo tiempo reafirma las denuncias contra funcionarios del gobierno: el jefe de gabinete del ministerio de Seguridad, Pablo Noceti, por haber comandado la represión que culminó con la desaparición y Patricia Bullrich por haber desconocido la presencia de Maldonado en el lugar a pesar de tener fotos que lo mostraban escapando de la represión.
En abril de 2018, el diario Página 12 hizo público un video inédito del día en que desapareció Santiago Maldonado que muestra a los gendarmes diciendo que a los mapuches “hay que quemarles todas las casas”, como prueba que desacreditaría el argumento de la “flagrancia” con el que el Gobierno justificó la represión.

### Incendio de una casilla y destrucción de pruebas
En mayo de 2018 se denunció que un grupo  de efectivos de la Policía de Chubut, acompañados por personal del Grupo Benetton ingresaron al predio de la comunidad mapuche Pu Lof en Resistencia Cushamen y quemaron la casilla donde se vio por última vez a Santiago Maldonado. Se trata del refugio de guardia de la Pu Lof en Resistencia de Cushamen, Chubut. Allí debía realizarse la reconstrucción de los hechos del día que desapareció Maldonado. Según difundió la Revista Cítrica, el administrador de los campos de Benetton fue visto este martes merodeando la Pu Lof en Resistencia, desde donde ahora se reportó el ataque. La denuncia fue replicada por organismos y referentes de derechos humanos como María del Carmen Verdú, de Correpi.
Posteriormente aparecieron fotos donde se demuestra que los efectivos que reprimieron a la comunidad mapuche el día que desapareció Santiago Maldonado portaban objetos no permitidos de gendarmes con piedras, hachas. Además, las pericias a los celulares de los involucrados revelaron una inquietante comunicación a partir de mensajes borrados entre gendarmes que  decía: "Tené cuidado, no comentes nada. Vos no escuchaste ni dijiste que Robledo le dio un piedrazo al individuo", fue el mensaje que recibió y borró uno de los gendarmes el efectivo también desinstaló la plataforma de mensajería WhatsApp. En otro mensaje se escuchaba aun gendarme celebrar el hecho "Le dimos corchazos para que tengan"

## Sentencia, cierre de causa y apelaciones
El 29 de noviembre de 2018 el juez Guillermo Lleral dictó la sentencia definitiva, cerrando las dos causas a su cargo y dando por concluida la investigación de la muerte de Santiago Maldonado, atribuyéndola a “un conjunto de incidencias”, respecto de las cuales “nadie” era responsable.
Según el juez Lleral los hechos sucedieron del siguiente modo:
- Gendarmería Nacional ingresó a la comunidad mapuche persiguiendo a un grupo de "personas encapuchadas que instantes antes habían estado cortando la Ruta Nacional, con el aparente propósito de aprehenderlos".[141]
- Entre esos manifestantes estaba Santiago Maldonado, quien huyendo de los gendarmes se introdujo en el río Chubut, junto con  Lucas Ariel Naiman Pilquiman.[141]
- Como Santiago Maldonado no sabía nadar, "quedó oculto" dentro del río "entre el ramaje y raíces de los sauces".[141]
- Ningún gendarme lo vio, ni llegó hasta la orilla.[141]
- Mientras estaba escondido, "sucumbió en aquella hondonada de más de 2 metros de profundidad, de la que nunca pudo salir. Y allí falleció ahogado, en aquel mismo lugar donde pretendió ocultarse, víctima de un cuadro de asfixia por sumersión coadyuvada por hipotermia murió ahogado en el lugar en que fue encontrado".[141]

El juez describió la cadena causal que finalizó en la muerte de Maldonado, como una suma de incidencias naturales sin ninguna intervención humana:

La desesperación, la adrenalina y la excitación naturalmente provocadas por la huida; la profundidad del pozo, el espeso ramaje y raíces cruzadas en el fondo; el agua fría, helada, humedeció su ropa y su calzado hasta llegar a su cuerpo. Esa sumatoria de incidencias contribuyó a que se hundiera y a que le fuera imposible flotar, a que ni siquiera pudiera emerger para tomar alguna bocanada de oxígeno. Por la confluencia de esas simples y naturales realidades, inevitables en ese preciso y fatídico instante de soledad, sus funciones vitales esenciales se paralizaron.
Sentencia definitiva, fs. 258

Por esa razón el juez concluyó que "ha quedado de plano descartada la sospecha de que los funcionarios de la Gendarmería Nacional Argentina hayan participado de la desaparición y fallecimiento de Santiago Andrés Maldonado, razón por la cual dictó también el sobreseimiento definitivo del gendarme Emmanuel Echazú, quien era el único imputado, luego de que declarara que oyó que un gendarme gritando "Tenemos a uno" y que se conociera la fotografía que lo mostraba volviendo de la costa del río, con una herida en la cara.
La sentencia descartó analizar la licitud o ilicitud del procedimiento realizado por Gendarmería dentro de la comunidad indígena, con el argumento de que el proceder de Gendarmería era investigado en otra causa, n.° 8144/2017, a cargo del juez federal de Esquel, Guido Otranto.
Luego de pasar por la Cámara de Apelaciones, el 12 de noviembre de 2019 el juez Hornos, presidente de la Cámara de Casación, fijó una audiencia para el 5 de diciembre en la que el tribunal escuchó las razones de Echazú para volver a ser sobreseído y las razones de la familia para que se reinvestigue todo.
El 12 de diciembre de 2019, la sala IV de la Cámara Federal de Casación Penal rechazó los recursos tanto de la defensa como de las partes querellantes y dispuso continuar la investigación de algunos aspectos de la causa con un nuevo juez. La familia Maldonado calificó a este fallo de engañoso y contradictorio, por considerar que descartaba la hipótesis de desaparición forzada. Asimismo criticó dichos de la ministra Sabina Frederic, quien citando a Bullrich aseguró que ella "tampoco tiraría a un gendarme por la ventana".

### Supuesta extorsión al juez
Según aseguró la familia Maldonado, pocos minutos antes de dar a conocer la sentencia el juez Gustavo Lleral se comunicó con la madre y el hermano de Santiago Maldonado. La familia Maldonado dio a conocer en Facebook el contenido de la conversación, informando que el juez les dijo que estaba siendo "extorsionado": Según el comunicado de la familia la conversación se dio en los siguientes términos:

“La llamo primero a usted para que no se entere por los medios”, “estoy siendo extorsionado”, “todo mi equipo de trabajo y yo estamos siendo apretados para que cierre la causa”, “por eso debo hacer esto”, “no sabe todo lo que mi equipo y yo trabajamos”, “los hechos no configuran delito”; “espero que ahora haga el duelo tranquila”. Estela preguntó: “hay alguien preso por la muerte de Santiago?” El juez contestó “por ahora no”. Estela le dijo: “no voy a hacer el duelo tranquila, voy a esperar justicia”.

Posteriormente, Lleral negó haber recibido cualquier tipo de extorsión para cerrar el caso y afirmó estar «desconcertado por estas afirmaciones absolutamente falsas» de la familia Maldonado. En una entrevista radial, reconoció que tras firmar la resolución, se comunicó por teléfono con la madre de Maldonado para comunicarle el fallo, en función de la ley 27.372 de Derechos y Garantías de las Personas Víctimas de Delitos, y que luego hizo lo propio con Sergio Maldonado, pero que nunca dijo haber sido extorsionado. Añadió que si lo hubiera estado, él «habría sido el primero en denunciarlo». Sostuvo que, más allá de las afirmaciones que se habían estado realizando «con desconocimiento de la investigación», no quería que se desviara la atención del fallo: «Lo que dice la familia me produce desconcierto, pero no quiero que se quite el foco del fallo. En el fallo está mostrado lo que hicimos. No quisiera que se pierda el tema principal que es entender las verdaderas circunstancias en que falleció Maldonado».

### Críticas a la sentencia
La familia Maldonado y dos organizaciones de derechos humanos -CELS y APDH- criticaron la sentencia, fundamentalmente por no analizar e incluir en la cadena causal de la muerte de Maldonado, el ingreso de la Gendarmería a la comunidad mapuche y las acciones que pudieron causar la huida de Maldonado, su ingreso al río, su ocultamiento de los gendarmes y su subsiguiente muerte. También señalan la falta de análisis de la eventual conexión con la muerte, que pudieron tener los testimonios de los gendarmes relatando que habían detenido a uno de los manifestantes, así como los piedrazos que les arrojaron a quienes se habían metido al río.
Amnistía Internacional calificó como "inadmisible" el hecho de que "nadie es responsable por la muerte de Santiago Maldonado".

### Imputación a Patricia Bullrich y Pablo Noceti
En 2019, Patricia Bullrich y Pablo Noceti fueron imputados por el fiscal federal Franco Picardi por la represión del pueblo mapuche en 2017. Concretamente, se busca determinar si ambos actuaron por fuera de sus atribuciones legales, persiguiendo y amedrentando a la comunidad mapuche, para resguardar los negocios de quienes los propietarios legales de las tierras.
En el dictamen se habla de inteligencia ilegal y espionaje, así como de la creación de un falso enemigo interno, a saber la Resistencia Ancestral Mapuche (RAM).

## Actuaciones internacionales

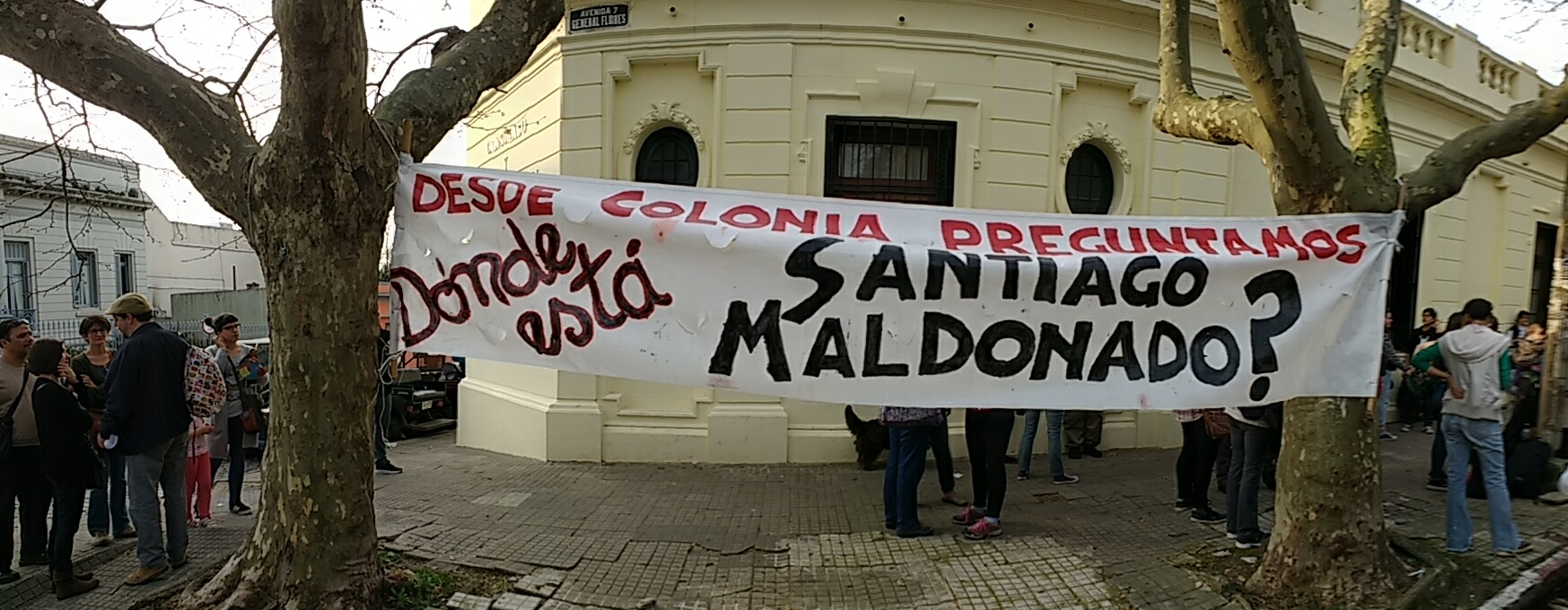
Manifestación frente al consulado argentino en Colonia de Sacramento, Uruguay, reclamando la aparición con vida de Santiago Maldonado.

### Ante las Naciones Unidas
El 5 de agosto de 2017 el CELS pidió al Comité contra las desapariciones forzadas de las Naciones Unidas que se reclamara al gobierno argentino presidido por Mauricio Macri para que tome medidas para encontrar a Santiago Maldonado.
El 7 de agosto el Comité expresó su «preocupación por la integridad física y psicológica del joven» y requirió al Estado argentino que adopte «una estrategia integral y exhaustiva para la búsqueda y localización», tomando «todas las medidas urgentes que sean necesarias para buscarlo y localizarlo, tomando en cuenta los datos proporcionados por los miembros de la comunidad mapuche "Pu Lof en Resistencia", presentes durante la acción represiva». El organismo de las Naciones Unidas exigió también que «la Gendarmería Nacional Argentina se abstenga de participar en la búsqueda e investigación de la desaparición» y que el gobierno argentino resguarde las pruebas que permitan identificar a los responsables.
El mismo día, el Ministerio de Seguridad de la Nación ofreció una recompensa para quienes «sin haber intervenido en el hecho delictual, brinden datos útiles que sirvan para dar con el paradero».
El 6 de octubre de 2017 el Comité contra la Desaparición Forzada envió una comunicación al gobierno argentino reclamando «esclarecer de manera prioritaria» la participación de Gendarmería Nacional en los hechos y expresando que «El Comité sigue altamente preocupado porque la suerte y el paradero del señor Santiago Maldonado todavía no han sido esclarecidos y la información disponible refleja falta de avances en las investigaciones».
El 17 de octubre de 2017 fue encontrado el cuerpo de Maldonado y el 24 de enero de 2018, el Comité cerró la acción urgente en el caso de Santiago Maldonado, si bien le recordó al gobierno que debe cumplir con las restantes obligaciones, entre las que se encuentran proteger a los involucrados y garantizar la participación de los familiares en la investigación, que debería ser «exhaustiva, imparcial e independiente de las circunstancias de su desaparición desde el 1 de agosto de 2017 hasta el 20 de octubre de 2017».

### Ante la Comisión Interamericana de Derechos Humanos
El 7 de agosto de 2017 varias organizaciones iniciaron una causa ante la CIDH (Comisión Interamericana de Derechos Humanos) de la Organización de Estados Americanos (OEA) a fin de que dicte una medida cautelar en el caso de la desaparición de Santiago Maldonado. Los denunciantes fueron la Red de Derechos Humanos, Zona Norte, la Asociación Permanente por los Derechos Humanos, la Sección Formación Federación Nacional Docentes, Investigadores y Creadores Universal, MAR 29 de Mayo FUBA, Desvío La Raíz, la «Confederación Latinoamericana y del Caribe de Trabajadores Estatales, el Espacio de Lucha Territorial río Bravo», Naturaleza de Derechos, la Red de Médicos de Pueblos Fumigados, la Unidad Popular Florencio Varela Provincia de Buenos Aires, la Asamblea No a la Entrega de la Costa Quilmes Avellaneda, la Asociación Docentes de la Universidad Nacional del Litoral, la Cátedra Soberanía Alimentaria, Nutrición Universidad de Buenos Aires, la organización Las Floras Libertarias, la Organización de Comunidades de Pueblos Originarios y el Sindicato de Docentes de la Provincia de Buenos Aires que afirmaron que Maldonado fue objeto de una desaparición forzada desde que se le viera por última vez el 1 de agosto de 2017, “[…] mientras era golpeado y cargado a una camioneta blanca de Gendarmería".
El Estado argentino realizó dos descargos los días 14 y 15 de agosto. El gobierno argentino sostuvo:
- que la CIDH no era competente para intervenir en el conflicto, debido a que ya se había iniciado un trámite similar ante el Comité contra la Desaparición Forzada de la ONU y;
- que las medidas institucionales y judiciales adoptadas permiten verificar una rápida y adecuada respuesta estatal a la desaparición de Maldonado;
- que no correspondía dictar ninguna medida cautelar en el caso de la desaparición de Santiago Maldonado.[158]

En esa oportunidad el Estado argentino aportó información detallada sobre la causa,[cita requerida] cuyo contenido no fue informado por la CIDH debido a su naturaleza confidencial. El 29 de agosto el diario Clarín publicó parte del informe confidencial presentado por el gobierno nacional a la CIDH, realizado el día anterior por la fiscal federal de Esquel Silvina Ávila, dirigido al Ministerio de Justicia de la Nación. Clarín informa erróneamente que se trataba de la respuesta del gobierno del presidente Macri a las Naciones Unidas, cuando en realidad se trata de un informe de la fiscal, en el marco de la intimación a la Argentina realizada por la CIDH. Clarín afirma también que la fiscal "revela que no existen elementos para considerar a Gendarmería Nacional como responsable de la desaparición de Santiago Maldonado", aunque en ningún momento la fiscal asegura eso, ni se pronuncia sobre la responsabilidad de ninguna persona, ni institución. Expresamente la fiscal relata que muchas medidas de prueba todavía se encuentran en trámite y otras «por lógica investigativa no pueden ser informadas». La fiscal relata también en el informe que el día 5 de agosto se allanó el lof con perros. En esa oportunidad, siempre según el informe, los perros encargados de oler una eventual presencia de Maldonado en el lof, «no regresaban hacia el sector donde estuvieron los móviles de la fuerza denunciada sino que regresaban indeclinablemente hacia el río». Continúa el informe relatando que el técnico guía de canes intentó pasar los perros al otro lado del río Chubut, pero que la comunidad mapuche se opuso por tratarse de un lugar sagrado, razón por la cual la comisión judicial respetó la pauta cultural invocada, en cumplimiento de la manda internacional prescripta en el Convenio OIT n.º 169. Por esa razón no se pudo «confirmar o descartar que efectivamente Santiago haya cruzado ese cuerpo de agua». Con respecto a la ropa utilizada para seguir el rastro de Maldonado, el informe explica que los investigadores estaban anoticiados de que podrían tener olores de al menos otra persona, pero que «ante la posibilidad de tener allí en el lugar de los hechos dos prendas, todavía contaminadas, pero que podrían tener un rastro de olor del desaparecido se decidió utilizarlas». Con respecto a los testimonios, la fiscal informa que los mismos no pudieron ser judicializados, debido al «supuesto temor a ser incriminados u hostigados por las autoridades judiciales».
Ávila se refirió también en su informe a las demoras en que incurrió la pesquisa:

No puedo soslayar que el factor tiempo ha sido una variable que ha atravesado todas la pesquisa y los esfuerzos no han generado las respuestas inmediatas que necesita el señor Maldonado en pos de asegurar su integridad física, determinar su paradero y/o dar una expedita respuesta a su familia.

El 23 de agosto la CIDH dictó la medida cautelar solicitada por los peticionantes en los siguientes términos:

24. La Comisión Interamericana de Derechos Humanos considera que el presente asunto reúne prima facie los requisitos de gravedad, urgencia e irreparabilidad contenidos en el artículo 25 de su Reglamento. En consecuencia, la Comisión solicita al Estado de Argentina que: a) adopte las medidas necesarias para determinar la situación y paradero del señor Santiago Maldonado, con el fin de proteger sus derechos a la vida e integridad personal; y b) informe sobre las acciones adoptadas a fin de investigar los presuntos hechos que dieron lugar a la adopción de la presente medida cautelar.
25. La Comisión solicita al Gobierno de Argentina que informe, dentro del plazo de 10 días, contados a partir de la fecha de la presente resolución, sobre la adopción de las medidas cautelares requeridas y actualice dicha información de manera periódica.

El 2 de septiembre venció el plazo para que el gobierno argentino presente el informe ordenado por la CIDH sobre el cumplimiento de las medidas cautelares.
El 17 de enero de 2018, luego de que se encontrara muerto a Santiago Maldonado, la CIDH hizo lugar a un pedido del gobierno argentino y levantó formalmente las medidas cautelares establecidas a favor de la persona fallecida, debido a que las mismas «han quedado sin materia, no encontrándose presentes los requisitos de gravedad, urgencia y necesidad de prevenir un riesgo irreparable». En la misma resolución la CIDH instó al Estado argentino a "investigar de manera exhaustiva la totalidad de las hipótesis que han surgido a lo largo de la investigación, garantizando una adecuada participación a sus familiares y representantes".

## Reacciones

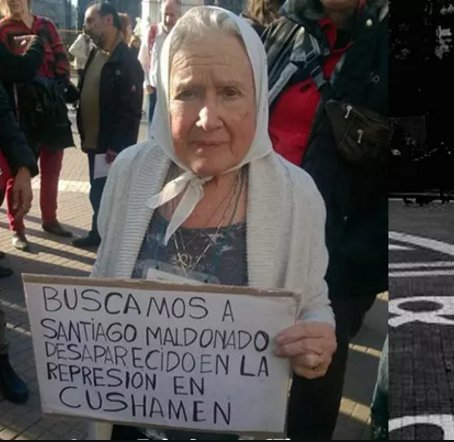
Nora Morales de Cortiñas, cofundadora de la Asociación Madres de Plaza de Mayo expresando el apoyo de las Madres al reclamo por la aparición con vida de Santiago Maldonado.

La Iglesia católica organizó, a través del obispo Fernando Maletti, una misa «para suplicar a Dios ante la falta de información» sobre la suerte de Santiago Maldonado. Hubo marchas exigiendo su aparición con vida en Buenos Aires, La Plata, Bariloche y Neuquén capital, donde también se exigió la renuncia de Bullrich. En uno de ellos uno de los hermanos de Maldonado afirmó que "la única realidad es que la Gendarmería se llevó a Santiago”.
También se convocaron marchas en Mar del Plata, Bahía Blanca, General Madariaga, Mendoza, Malargüe, El Bolsón, Rawson, Viedma, Gualeguaychú y Rosario, y en otras ciudades como Bogotá (Colombia), Asunción (Paraguay), Montevideo (Uruguay), Canelones y Fray Bentos (Uruguay).
En España, varios argentinos marcharon por la plaza de Cataluña para reclamar por Santiago Maldonado.
La población se movilizó en diversas oportunidades reclamando al gobierno la aparición con vida del joven desaparecido, incluyendo una multitudinaria marcha a la Plaza de Mayo el 11 de agosto de 2017.
El lunes 21 de agosto se realizó la 49.ª Sesión Ordinaria del PARLASUR, en Montevideo, donde se exigió la aparición con vida de Santiago Maldonado.

Simultáneamente hubo protestas en España, Brasil, Francia, Uruguay, Chile, México, Austria, Estados Unidos, Paraguay que se convocaron a través de las redes sociales.
Hubo marchas y manifestaciones en Berlín, Barcelona, Madrid, Valparaíso, Quito, Montreal, Nueva York, Londres, París, Ginebra, Milán, Pisa, Bari, Turín, Padova, Palermo, Modena y Valencia.
En el aeropuerto internacional de Hannover, Alemania, la frase ¿Dondé esta Santiago Maldonado? fue colocada en la pantalla donde se brinda información sobre los vuelos. En la ciudad de Milán, en Italia, un grupo de manifestantes salieron a hacerse eco de la desaparición de Santiago Maldonado e increparon al empresario Luciano Benetton en plena Piazza della Scala.
La prensa nacional tuvo reacciones dispares. Los medios de comunicación más cercanos al gobierno, principalmente el Grupo Clarín (diario Clarín, Canal 13 y TN) y La Nación, difundieron noticias sobre rumores y denuncias de personas que habrían visto a Santiago Maldonado en libertad en diversas áreas del país,
una eventual falsedad de la denuncia realizada por los familiares,
criticaron la realización de la marcha reclamando su aparición durante la veda electoral,
e incluso afirmaron que el joven desaparecido podría haber sido asesinado por los propios mapuches que organizaron la protesta apoyada por Maldonado.
Algunos periódicos opositores cuestionaron la cobertura del hecho por parte de la prensa y los periodistas cercanos al gobierno, atribuyéndola a «maniobras distractivas», con el fin de «desviar la atención»,
incluso luego de la multitudinaria marcha el diario Clarín omitió la noticia.
La TV pública en tanto censuró el despliegue de una bandera para pedir «aparición con vida» de Santiago Maldonado, en el estadio Pedro Bidegain durante un partido de San Lorenzo.
Varios medios de prensa internacionales, entre ellos el New York Times,
el Washington Post,
la BBC en su edición en español,
Le Monde,
El País
y El Telégrafo
publicaron información sobre el caso del joven desaparecido. El aérea de Cultura del municipio de Quilmes gobernado por Martiniano Molina de Cambiemos (en el Gran Buenos Aires) intentó impedir la realización de dos exposiciones en reclamo por la aparición con vida del joven.
Una solicitada emitida en 22 de agosto de 2017 mediante la cual se demandaba «la inmediata aparición con vida de Santiago Maldonado» reunió cientos de adhesiones de diversas personalidades, agrupaciones y entidades de España, Bolivia, México, Chile y Brasil, entre otros países.
El 1 de septiembre de 2017 miles de personas se expresaron en actos y movilizaciones pidiendo por su aparición con vida. La marcha central se realizó en la Plaza de Mayo y fue convocada por Abuelas de Plaza de Mayo, Madres de Plaza de Mayo Línea Fundadora, Familiares de Desaparecidos y Detenidos por Razones Políticas, H.I.J.O.S., el Centro de Estudios Legales y Sociales (Cels), la Liga Argentina por los Derechos del Hombre y la Asamblea Permanente por los Derechos Humanos, entre otras organizaciones.
En otras ciudades como Mendoza, Mar del Plata, San Luis, San Juan, Neuquén, Salta, Posadas, Jujuy, Santiago del Estero, Villaguay, Concepción del Uruguay, Gualeguaychú y Concordia se realizaron actos y movilizaciones con el mismo reclamo.
En las ciudades de Rosario y Córdoba se realizaron actos con una concurrencia de alrededor de 40 000 personas en cada uno de ellos.
También hubo protestas en España, Brasil, Francia, Uruguay, Chile, México, Austria y los Estados Unidos, que se convocaron a través de las redes sociales.
En Londres,
San Pablo, Berlín, Montevideo, Río de Janeiro, Madrid, Barcelona, Sídney, Santiago de Chile, Ciudad de México, Viena, Washington y Nueva York, grupos de personas expresaron su solidaridad con los reclamos por la aparición con vida de Santiago Maldonado.
En la provincia de Mendoza, hubo concentraciones en las dos principales ciudades: la capital y San Rafael. También se marchó en buena parte de la provincia de Entre Ríos, con actos en Paraná, Gualeguaychú, Colón y Concordia. Hubo marchas en las capitales de varias provincias, como Posadas, Resistencia, Corrientes, San Miguel de Tucumán y Santiago del Estero. En la Patagonia hubo manifestaciones en San Martín de los Andes, Viedma, El Bolsón, Bariloche, Río Turbio y Ushuaia, entre otros puntos. Internacionalmente, hubo convocatorias en España, Chile, México, Australia, los Estados Unidos, Austria y Paraguay.
El 2 de septiembre de 2017, el exmagistrado español Baltasar Garzón afirmó que la desaparición de Santiago Maldonado tenía «toda la naturaleza de desaparición forzada».
El 3 de septiembre de 2017, el presidente de la Pastoral Aborigen de la Conferencia Episcopal Argentina, obispo Ángel José Macín, criticó al gobierno y a ciertos medios de comunicación por los calificativos utilizados para referirse a la comunidad mapuche («terroristas», «poco democráticos», «violentos», entrenados por «la ETA, las FARC y los kurdos de Turquía»). Monseñor Macín sostuvo que esta forma de referirse a los pueblos indígenas «hace mucho tiempo que no se veía en este país, nos produce perplejidad, asombro, indignación».

El mismo día el obispo castrense Santiago Olivera expresó su preocupación: «Es importante que todos unamos los sentimientos. Que "¿dónde está Santiago Maldonado?" sea verdaderamente una respuesta del corazón».
El 5 de septiembre, treinta y seis días después de la desaparición de Maldonado, varias organizaciones patronales de importancia, entre las que se encontraban la Sociedad Rural Argentina, la Asociación de Bancos de Argentina, la Asociación Empresaria Argentina, la Cámara Argentina de la Construcción y el Instituto para el Desarrollo Empresarial de la Argentina (IDEA), reclamaron «una pronta solución» a la preocupación por Santiago Maldonado.
El 5 de septiembre un vehículo amenazó con atropellar a vecinos que estaban realizando una marcha reclamando por la aparición con vida de Santiago Maldonado, frente a uno de los casinos de oficiales de Gendarmería Nacional en el Bolson; días después una radio local fue amenazada con ser incendiada por sus investigaciones sobre el Caso Maldonado.
El 18 de septiembre Amnistía Internacional inició una campaña uniéndose a los reclamos por la aparición de Santiago Maldonado.
El 1 de octubre, dos meses después de su desaparición, una nueva convocatoria reunió a decenas de miles de personas en la Plaza de Mayo y en distintas ciudades argentinas.
Además de las columnas de varios partidos políticos y asociaciones o agrupaciones sociales, entre los concurrentes hubo un alto predominio de personas que concurrieron de modo individual o en grupos familiares, sin estar adheridas a ninguna agrupación social o política.
Hubo movilizaciones en las ciudades de Tandil, Villa Gesell, San Antonio de Areco, Saladillo, Olavaria, Necochea, Mar del Plata, Mercedes, Zárate y San Nicolás, en ciudades de Córdoba, Santa Fe, Catamarca, Mendoza, La Rioja, Misiones, Neuquén y Santa Cruz, entre otras provincias. Valparaíso, Quito, Montreal, Londres, París,
Ginebra, Berlín, Milán, Pisa, Bari, Turín, Padua, Palermo y Módena.
En el acto, Sergio Maldonado, hermano del joven desaparecido, expresó en su discurso: «¿Dónde están que no los veo a los políticos que quieren que aparezca mi hermano? ¿Dónde está [Elisa] Carrió, [Mauricio] Macri, [Gabriela] Michetti, [Marcos] Peña, [Patricia] Bullrich y [María Eugenia] Vidal? Ya hace dos meses y nunca los vi apoyando».
También hubo reclamos durante el partido de fútbol entre Argentina y Ecuador, el 10 de octubre.
Ese mismo mes la familia de Maldonado apuntó contra troles del gobierno de Cambiemos por llevar a cabo una campaña de defenestración en las redes contra la familia del joven desaparecido y contra su reclamo de justicia.
Anteriormente, diferentes fuerzas políticas, organizaciones sociales y hasta periodistas y famosos denunciaron sufrir ataques diariamente en las redes por parte del Gobierno y acusaron a Marcos Peña de haber construido un call center en Casa Rosada para llevar a cabo estas amenazas a opositores y críticos.
La campaña de hostigamiento por medio de troles se reactivo en ocasión de un recital de U2 en La Plata, donde lo acusaron de estar en la platea preferencial, pese a que no presenció el recital ya que tras recolectar firmas se retiró. Sergio Maldonado fue invitado por la banda, se acercó a la previa del espectáculo para, junto a Amnistía Internacional Argentina, recolectar firmas por el pedido de aparición con vida de su hermano menor, el ataque fue coordinado con el hashtag #SergioDondeEstáTuHermano, junto con el hasthag #LanataSinFiltro.
Al mismo tiempo el ministro de Educación de la Nación, Alejandro Finocchiaro, llamó a denunciar a los docentes que hablaran acerca del caso en las escuelas, a tal punto que en Santa Fe un docente habló de Maldonado en clase y la policía lo fue a buscar a la escuela para intentar arrestarlo.
La Universidad de Rosario denunció que la Gendarmería ingresó durante un acto por Maldonado para interrumpirlo, sin contar con autorización para ingresar al predio, violando la autonomía universitaria. El ingreso de Gendarmería al predio universitario no contó con el aval ni la autorización de ninguna autoridad judicial ni universitaria, tal como lo exige el artículo 31 de la Ley de Educación Superior 24.52. Por esa razón se presentó una denuncia ante la Fiscalía Federal.

En el Gran Buenos Aires, ocho policías bonaerenses irrumpieron en la escuela técnica n.º 4 de Florencio Varela para hostigar a un docente que había estado dando su clase alrededor del caso Santiago Maldonado, los golpes militares y los desaparecidos en democracia. El docente fue arrinconado por la policía por haber hablado de Santiago Maldonado.
En la localidad de San Isidro ―gobernada por Gustavo Posse, del partido Cambiemos― una maestra fue sancionada por mencionar al joven desaparecido en el Día Internacional de las Víctimas de Desapariciones Forzadas.
La senadora nacional del Partido Justicialista-Frente para la Victoria santafesino María de los Ángeles Sacnun reclamó al gobierno que explique las razones por las cuales personal de la Gendarmería ingresó a la sede de la Universidad Nacional de Rosario (UNR) cuando se desarrollaba una clase pública para pedir por la aparición con vida de Santiago Maldonado, en violación a la autonomía universitaria.

En la localidad de Moreno (en el Gran Buenos Aires), la Gendarmería Nacional intervino en una escuela pública que reclamaba por el joven desaparecido, los efectivos sacaron fotos y pidieron los datos de los menores.

El Sindicato Argentino de Televisión denunció que durante la madrugada del 27 de septiembre en el canal Telefé, empleados de seguridad ingresaron en las salas de producción, redacción, oficinas e islas de posproducción, llevándose las fotos impresas con la foto de Santiago Maldonado.
A comienzo de octubre un grupo de Madres de Plaza de Mayo recorría la Basílica de Luján en el marco de la conmemoración por los 40 años del uso del pañuelo blanco cuando Gendarmería ingreso a la Basílica y se burló de Madres de Plaza de Mayo que reclamaban por Maldonado, y las interpelaron: «¡Síganlo buscando!».
Diferentes personalidades del mundo artístico se hicieron eco de los reclamos pidiendo su aparición con vida entre ellos
los músicos Bono, Manu Chao, Fito Páez, Lisandro Aristimuño, Ricardo Mollo, La Renga, Ismael Serrano; los periodistas Cynthia García, Víctor Hugo Morales, Roberto Navarro y Jorge Rial, los actores Lola Berthet, Dady Brieva, Alejandra Darín, Nancy Dupláa,
Pablo Echarri, Daniel Fanego, Dolores Fonzi, Verónica Llinás, Mercedes Morán, Federica Pais, Juan Palomino, Teresa Parodi,  Cecilia Roth, Osvaldo Santoro, Santiago Segura, Martín Slipak, Juana Viale, y los futbolistas Nahuel Guzmán,
Diego Maradona y Jorge Sampaoli.
El 1 de noviembre, dos semanas después de la aparición sin vida de Santiago Maldonado, una nueva marcha convocó a una multitud en la Plaza de Mayo y en otras ciudades, esta vez con el reclamo de «verdad y justicia» y del total esclarecimiento del caso.
Al cumplirse un año de la desaparición el Club San Lorenzo le brindó un homenaje especial a Santiago Maldonado. En las banderas colocadas en las tribunas de River, Banfield, Sarmiento, Talleres de Escalada y Victoriano Arenas, en los carteles con que posaron los equipos de Belgrano, Temperley, Defensores de Belgrano, Cañuelas, Sportivo Barracas, Ituzaingó y Claypole, entre otros clubes.

### Reclamos al presidente argentino
Mauricio Macri fue interrumpido en una gala en el Teatro Colón cuando un hombre del público le gritó desde su butaca “¿Dónde está Santiago?”. La actitud del espectador generó adhesiones y algunos rechazos. 

Bono, líder de la banda U2, le reclamó a Macri por la desaparición de Santiago Maldonado durante un encuentro. También en Berlín y Londres hubo reclamos dirigidos al presidente argentino.

### De Félix Díaz
El cacique Qom Félix Díaz, dio una entrevista al Diario Opinión de Formosa. Ahí mencionó su preocupación por Santiago Maldonado, pero también preocupado por la desaparición de su sobrino-nieto, donde Félix Díaz opinaba que si Maldonado fuera indígena, lo ignorarían como a su sobrino-nieto desaparecido:

- Entrevistador: ¿Cómo vive la desaparición de Santiago Maldonado?
- Félix Díaz: Para nosotros es doloroso. Porque es un hermano, un ser humano que al tener una mirada distinta con respecto al tema indígena se acercó a nosotros y perdió su vida. Ojalá que no se pierda, que esté vivo en algún lado. Es muy importante para nosotros porque es un blanco que da visibilidad a nuestra problemática. Si fuera un indígena no tendría esta visibilidad.
- Noticias: ¿Usted cree que si Maldonado no fuese blanco no se lo buscaría de esta manera?
- Díaz: Exactamente. Porque todos hablan: en las escuelas, en las canchas, en los medios, en todas partes. Y eso nos ayuda a buscarlo, porque el impacto social es impresionante. Si fuera un indígena no pasaría: fíjese en mi nieto Marcelino Olaire, desapareció en noviembre del año pasado en Formosa. La foto está en esta oficina, pero no se habla de eso.

### Del gobernador de Chubut
El 17 de septiembre de 2017 el gobernador de la provincia del Chubut Mario das Neves realizó declaraciones sobre el caso en el programa Toma y Daca, transmitido por Radio El Mundo. Das Neves cuestionó las declaraciones del juez de la causa Guido Otranto, quien ese mismo día había afirmado que lo más razonable era pensar que Santiago Maldonado se había ahogado en el río Chubut, escapando de la Gendarmería Nacional.
El gobernador manifestó su sorpresa por la demora en citar a declarar a los gendarmes y sostuvo que «no hay manera de que tengan sentido aquellas teorías absurdas del ocultamiento y de tantas cosas que se han dicho. Después de todo el tiempo que ha pasado. Si se hubiera ahogado en el río, hubiera habido tiempo de sobra para encontrarlo».

## Incidencias

### Errores en el nombre de Santiago Maldonado
El día 5 de agosto de 2017, los medios de comunicación informaron que el periódico Jornada de Chubut y la casa de esa provincia en Buenos Aires fueron atacadas por personas que supuestamente pertenecían al grupo Resistencia Ancestral Mapuche (RAM). En esa ocasión los atacantes pintaron en las paredes de la Casa de Chubut inscripciones reclamando la aparición de «Sebas, el Lechu».
La inscripción llamó la atención de algunos observadores, por utilizar el nombre de «Sebas» (Sebastián) para referirse a Santiago Maldonado. La confusión del nombre del joven desaparecido en Cushamen, llamándolo «Sebastián Maldonado», había caracterizado a algunas reparticiones oficiales y medios de comunicación, entre ellos el importante diario Clarín, debido a que el defensor oficial que interpuso el habeas corpus, no conocía su nombre exacto e interpuso la medida en favor de "Santiago Peloso y/o Sebastián Maldonado". El incidente generó en algunos observadores suspicacias sobre los verdaderos autores de los ataques y pintadas en la Casa de Chubut y el diario Jornada.

### Restricciones en lugares de votación a personas que tenían imágenes de Maldonado
El 22 de octubre de 2017 en varias mesas electorales funcionarios de las fuerzas armadas y de seguridad, entre las cuales se encontraba la Gendarmería Nacional, prohibieron a dos personas utilizar remeras con la imagen de Santiago Maldonado dentro de las escuelas en las que se estaba votando, e intentaron impedir que la prensa registrara la situación. En un caso además Gendarmería Nacional le labró un acta de infracción a la ciudadana.
Uno de los casos sucedió en San Martín de los Andes, donde funcionarios de Gendarmería Nacional obligaron a una ciudadana que era autoridad de una mesa electoral a quitarse una remera que tenía una imagen de Santiago Maldonado, labrándole un acta de infracción. En esa circunstancia un gendarme ordenó a un periodista presente que se abstuvieran de tomar fotografías o filmar la situación.
Otro caso sucedió en Tres Arroyos, donde la policía le impidió votar a una ciudadana por utilizar una remera con la imagen de Santiago Maldonado.
Otro caso sucedió en La Plata, donde Gendarmería Nacional le ordenó a un fiscal quitarse un cartel que hacía referencia a Santiago Maldonado. En este caso el gendarme fundamentó su orden diciendo: "Sabés que nosotros somos los únicos autorizados para vulnerar tus derechos como ser humano."

### Censura artística gubernamental
A fines de octubre de 2017 funcionarios del Archivo Nacional de la Memoria, perteneciente al gobierno nacional presidido por Mauricio Macri, cuestionaron y decidieron excluir de una muestra artística una escultura realizada por las artistas Adriana Albi y Jackie Simsolo, sosteniendo que la misma podía remitir al "tema Santiago Maldonado". La obra denominada "Ausencia", integraba una muestra denominada “8 Mujeres abordando la Memoria”, que debía inaugurarse el 4 de noviembre de 2017, en el marco de La Noche de los Museos 2017. Las ocho artistas autoras de la muestra enviaron una carta documento a las autoridades denunciando el acto de censura, a fin de confirmarlo o rectificarlo, que no fue contestada por ningún funcionario del Poder Ejecutivo Nacional. Ante el acto las ocho artistas decidieron levantar la muestra y denunciar la censura.

## Acciones del gobierno
Una semana después de la desaparición de Santiago fue la primera vez que un funcionario del gobierno de Macri mencionó el tema, luego de que la diputada Victoria Donda haya pedido la interpelación de la ministra de Seguridad, Patricia Bullrich.
La ministra deslindó a la Gendarmería del hecho, afirmó que «no había indicios de que Santiago Maldonado haya estado en el lugar» y criticó a la comunidad mapuche.
Al otro día, luego de haber citada al Congreso Nacional a «dar explicaciones» del caso,
Bullrich afirmó, pese a la decisión judicial que «no se puede catalogar como una desaparición forzada de persona» y acusó a la oposición de «querer politizar» el caso.

### Informe de la ministra Bullrich en el Senado
El 8 de agosto de 2017 la Comisión de Derechos Humanos de la Cámara de Senadores de la Nación, citó a la ministra de Seguridad Patricia Bullrich para dar explicaciones sobre la desaparición de Santiago Maldonado.
La ministra no asistió a la citación de la Comisión de Derechos Humanos, pero se hizo presente el 16 de agosto de 2017 en la Comisión de Seguridad y Narcotráfico del Senado, para informar sobre la misma cuestión.
En su informe al Senado Bullrich defendió el accionar de la Gendarmería Nacional, afirmando:
- que no existía ningún indicio contra esa fuerza;
- que los gendarmes que participaron del operativo eran personas «respetadas y queridas» en la zona y que «sería una gran injusticia tirar un gendarme o un policía por la ventana»;
- que asumía personalmente la responsabilidad por no suspender preventivamente a ninguno de los gendarmes involucrados, exclamando «¡Me la banco yo!»;
- que las camionetas fueron «inmediatamente» secuestradas por la justicia federal, selladas y precintadas, luego de iniciada la causa, y que «no se lavaron»;[245]
- que el Unimog de Gendarmería («en realidad un Eurocargo») no estuvo en la zona y que estaba a varios kilómetros del lugar;
- que la hipótesis que manejaba el gobierno era que Maldonado había sido acuchillado por el cuidador de la estancia de Benetton (estancia Leleque) donde se encuentra la comunidad «Pu Lof en Resistencia» de Cushamen.

Sobre la actuación de Pablo Noceti, jefe de gabinete del Ministerio de Seguridad de la Nación, Bullrich distinguió la participación estratégica de la participación operativa, y sostuvo que «Noceti pasó por el lugar una vez que ya se estaban haciendo las actuaciones, se bajó del auto, saludó a la Gendarmería y siguió. No participó, no dio órdenes, no tuvo nada que ver con la parte operativa. Es un principio que tiene el Ministerio de Seguridad: nosotros dirigimos la estrategia, no damos órdenes operativas sobre el terreno».

### Declaración del coordinador de Políticas Públicas de la Jefatura de Gabinete
El 9 de septiembre de 2017 Hernán Iglesias Illia, coordinador de Políticas Públicas de la Jefatura de Gabinete del gobierno nacional, durante un reportaje realizado por la radio FM La Patriada, dijo textualmente:

Lo que más probablemente haya pasado, o lo peor que podría haber pasado es que algún gendarme suelto lo haya, no sé, le haya pegado a Santiago Maldonado y sin saber que lo estaba hiriendo gravemente. La hipótesis, con los datos que hay hoy (es) que podría haber ocurrido esa hipótesis, la más grave. Pero eso tampoco (sería) parte de un plan del Gobierno.
Hernán Iglesias Illia

### Declaraciones del presidente Mauricio Macri
El presidente de la Nación Mauricio Macri se refirió por primera vez al tema diez días después de la desaparición, para informar que el gabinete trabajaba «a destajo para intentar ver qué es lo que pasó». Cumplido un mes de los hechos, Macri volvió a referirse al tema para informar escuetamente que «estamos trabajando y colaborando con la Justicia todo lo posible», aclarando que «otra cosa no se puede hacer».

#### Insultos de Macri a Verbitsky y al CELS
Según una nota del diario La Nación, el presidente Mauricio Macri, arremetió contra el periodista Horacio Verbitsky y el Centro de Estudios Sociales y Legales (CELS) por sus investigaciones sobre el caso Maldonado. Según la nota, Macri lo llamó “la peor lacra que existe” y cree que “están plantando pruebas falsas y preparan a los mapuches que se acercan a declarar”. El periodista respondió en una nota al diario El Destape, diciendo que Macri “está amenazando a Página/12, está amenazando al CELS”.

### Bloqueo a expertos de las Naciones Unidas
A fines de agosto de 2017, el representante para América del Sur del Alto Comisionado para los Derechos Humanos de las Naciones Unidas (Acnudh), Américo Incalcaterra, le ofreció al gobierno argentino la incorporación a la investigación de expertos internacionales de ese organismo. El ofrecimiento se realizó en el marco del Protocolo de Minnesota, en caso de posibles ejecuciones ilegales, para garantizar la independencia de la investigación. De acuerdo al tradicional diario La Nación, el ministro de Justicia Germán Garavano, con acuerdo de la familia Maldonado, comenzó a gestionar el acuerdo de cooperación con la Acnudh, pero el ofrecimiento fue finalmente rechazado a iniciativa del secretario de Derechos Humanos Claudio Avruj, quien adoptó una postura cercana al presidente Mauricio Macri. La negativa del gobierno a aceptar ayuda internacional, enfureció a los familiares de Santiago Maldonado, «terminando dinamitar» toda posible relación con el gobierno, y aumentó considerablemente los riesgos de que Argentina sufra por este caso una condena en la Corte Interamericana de Derechos Humanos.

### Declaraciones de la diputada Elisa Carrió
El 11 de octubre de 2017, durante un debate entre candidatos en las elecciones legislativas de 2017, la diputada nacional y dirigente de la alianza oficialista Cambiemos, Elisa Carrió, sostuvo que existía un 20 % de posibilidades de que Santiago Maldonado estuviera en Chile.
El 17 de octubre, al ser encontrado un cadáver en el lugar de los hechos, la diputada Carrió opinó en un programa de televisión que se trataba de una situación similar a la del cadáver de Walt Disney.

Carrió fue muy cuestionada por sus declaraciones.

### Llamado de Macri a la madre
El 20 de octubre de 2017, luego de que se diera a conocer que el cuerpo encontrado dos días antes era el de Santiago Maldonado, el presidente Mauricio Macri se comunicó con la madre de Santiago para hacerle saber «el empeño del Gobierno en colaborar con la investigación». El ministro de Justicia Germán Garavano, en una entrevista con el canal de noticias TN informó que él mismo se había comunicado con Sergio Maldonado. Luego, el hermano de Santiago Maldonado, Sergio, desmintió al ministro, aclarando: "Quiero desmentir que Garavano habló conmigo, me estuvo llamando pero no lo atendí, solamente le respondí un mensaje", sostuvo, y calificó de "bajeza" los dichos del funcionario y que «no hay que ser tan hipócrita, tan basura», en referencia a los políticos macristas,; agregando con respecto a Mauricio Macri: «Macri me parece un hipócrita. Es muy bajo de su parte llamar a mi vieja en un día como hoy, son muy perversos, muy bajos, me parece que hay un límite para todo», agregó, y señaló que "hoy estuvieron todo el día bombardeándome en mi teléfono, todo el call center diciéndome que soy una lacra, que soy kirchnerista, estoy muy enojado con la situación".

### Otras acciones
En 2018 el gobierno nacional por intermedio del Ministerio de Seguridad de la Nación, pidió que el caso Maldonado deje de investigarse como "desaparición forzada", 
pedido que fue rechazado por el juez, quien argumentó que ese cambio representaría una toma de posición por su parte, que pondría dudas sobre su imparcialidad. En su respuesta, el magistrado señaló el hecho de qu es Estado nacional no es parte en la causa.

### Promoción de gendarme imputado
En 2018 la ministra Patricia Bullrich tomó la decisión de promover al grado inmediato superior al gendarme Echazú, quien participó del operativo represivo del 1 de agosto en el territorio Lof en Resistencia de Cushamen cuando desapareció Santiago Maldonado y permanecía como único imputado en la causa.

### Censura en medios públicos y otros ámbitos
El 2017 el director de Radio Nacional de Córdoba, Orestes Lucero, increpó al aire a una conductora de la radio pública porque entrevistó a la mamá de Facundo Jones Huala: inmediatamente después de comenzada la entrevista, el director Lucero llamó y pidió salir al aire para recriminarle a la conductora el contenido de la nota y amenazándola al aire. La postura censora fue avalada por la directora de toda la red de emisoras de Radio Nacional, la ex Clarín Ana Gerschenson.
En la Sala Rodolfo Puiggrós en el Archivo Nacional de la Memoria (eANM), dependiente de la Secretaría de DDHH y Pluralismo Cultural a cargo del político del PRO Claudio Avruj, en octubre de 2017 se canceló "por remitir al caso" la muestra “Ocho mujeres abordando la memoria” de Jackie Simsolo, una de las artistas que integra la exposición que iba a presentarse en dicha sala. La muestra había sido aprobada en marzo anterior y estaba a punto de exhibirse en la ex ESMA, en el marco de “La Noche de los Museos”.
El gobierno prohibió a los docentes hablar del tema en las escuelas y habilitó una línea telefónica para que los padres pudieran denunciar a aquellos que hablaran del tema frente al curso. En muchos casos los docentes sufrieron amenazas, sanciones y se vieron sometidos por la mirada de las fuerzas de seguridad. En una asamblea universitaria se acercaron camiones de Gendarmería Nacional, aun cuando está prohibido el ingreso de las fuerzas de seguridad a los edificios universitarios.

### Ataque y atentado contra el teatro ND Ateneo al estrenarse un documental
En agosto de 2018 se produjo un atentado en el frente del teatro donde se realizaba la proyección del documental sobre las circunstancias de la desaparición de Santiago Maldonado. Al respecto José Albistur, dueño del teatro ND Ateneo afirmó: "Esto fue un atentado. Se supone que esto en democracia no tiene que ocurrir. Se esconden con que son anarquistas y en realidad son de los servicios (agentes)". Tras hacer añicos el frente de vidrio, los atacantes huyeron corriendo. Varios testigos dijeron que minutos antes del ataque habían visto pasar un camión de la Gendarmería por la puerta del teatro, en pleno centro de Buenos Aires.

Según pudo observarse mediante las cámaras de un canal de noticias, que se encontraba en el lugar, un grupo de encapuchados irrumpieron en el lugar con piedras y palos y destrozaron el ingreso del teatro. "Acá no hubo ningún tipo de incidente, acá hubo un atentado contra el ND Ateneo, contra las personas que estábamos en este lugar. Acá irrumpió un grupo de violentos", relató el periodista Gustavo Sylvestre, que se encontraba transmitiendo desde ese edificio.
Paralelamente, en esos momentos hubo una amenaza de bomba contra el canal C5N, que cubría la noticia; un periodista expresó "Llama la atención que al mismo momento en el que haya atacado al ND Ateneo, haya una amenaza de bomba. Nos quieren censurar, nos quieren sacar del aire". Las fuerzas de seguridad que se hicieron presentes en el canal C5N, ubicado en el barrio porteño de Colegiales, habían solicitado que tanto los técnicos, como los periodistas y productores abandonaran el edificio.
Un grupo de personas con las caras tapadas y capuchas arrojó piedras y otros objetos que destrozaron los vidrios de entrada y pusieron en riesgo de sufrir heridas a los asistentes a la presentación.
Algunas de las imágenes capturadas de la transmisión que realizó C5N permitieron observar a una de las atacantes, una oficial de la policía metropolitana a cargo de Horacio Rodríguez Larreta, aliado de Mauricio Macri. Minutos antes, la misma agente infiltrada había formado parte del operativo gubernamental para reprimir la concentración que llevó miles de personas a Plaza de Mayo en reclamo de justicia.

### Otras acciones
Tras la reunión con comunidades mapuches en su visita a Chile por parte de su santidad el papa Francisco el gobierno llevó adelante una operación en medios afines como Clarín y La Nación para desprestigiar la figura del papa Francisco. Francisco recibió a la familia de Santiago Maldonado y por orden suya ordenó que en Bariloche se forme una mesa de diálogo luego del asesinato de Rafael Nahuel, pese a la negativa de la ministra de seguridad argentina Patricia Bullrich. Otros medios señalaron que estos ataques que serían habituales contra cualquier figura crítica al gobierno de Macri. Según algunos medios estos ataques habrían sido ordenados por el gobierno de Cambiemos. Paralelamente el presidente argentino autorizó a varios allegados a atacar a la figura de Francisco; entre ellos el principal asesor de Macri, el publicista ecuatoriano Jaime Durán Barba quién dijo del Papa "que no creía que Francisco fuese una figura con éxito; y la aliada y diputada oficialista Elisa Carrió quien también atacó al papa diciendo que 'empodera a los violentos" por la reunión de Su Santidad con Milagro Sala. También se sumó a los ataques y agravios contra el pontífice el diputado macrista Fernando Iglesias.

### Ocultamiento del informe de la PROCUVIN
En agosto de 2018 parte de la prensa filtró que el procurador general de la Nación con cargo interino, Eduardo Casal, designado por Mauricio Macri vía decreto sin acuerdo del Senado, ocultó un informe relevante sobre las circunstancias que desembocaron en la desaparición y muerte de Santiago Maldonado 12 de diciembre, la Procuraduría de Violencia Institucional (PROCUVIN), a cargo por entonces de Félix Crous, le remitió a Casal un trabajo preliminar sobre el análisis del material probatorio incluido en el expediente de Desaparición Forzada con fotos, videos, testimoniales e informes internos del Ministerio de Seguridad y la propia Gendarmería en el que concluyó que el avance de la misma sobre la Pu Lof de Cushamen había sido “desmedido, irregular e ilegítimo”, donde la fuerza en cuestión hizo todo lo posible para provocar un choque con la comunidad.

## Espionaje oficial sobre la familia Maldonado
El 13 de octubre de 2017 la abogada Myriam Bregman, patrocinada por Liliana Mazea y Matías Aufieri del Centro de Profesionales por los Derechos Humanos (CeProDH), denunció penalmente a Gendarmería por espionaje ilegal a la familia Maldonado y organismos de derechos humanos.

Según la investigación que lleva el juez Gustavo Lleral sobre el caso, la Gendarmería Nacional de Argentina realizó tareas de espionaje a la familia de Maldonado, que fueron realizados días después de la desaparición del joven, y se conocieron tras un hallazgo en las pericias que se efectuaron a los teléfonos de miembros de la Gendarmería. Uno de los miembros de las fuerzas de seguridad que estuvo vinculado al espionaje fue el jefe de Escuadrón 35 de El Bolsón, Fabián Méndez, quien fue uno de los precursores de los ataques represivos contra la comunidad mapuche, en la que desapareció Maldonado. A Méndez se le encontró un mensaje en su celular del 7 de agosto que decía «Andrea Antico y Sergio Maldonado van a estar en el Centro Cívico», al igual que un informe que detallaba los viajes realizados por Santiago y sus seres más cercanos, a lo que se suma un WhatsApp con movimientos sobre la familia Maldonado en El Bolsón. Un total de siete documentos con información de inteligencia fueron encontrados por la Policía Federal argentina, material que ocupó unas 20 hojas del expediente, en el que se puede corroborar que la Gendarmería espió de manera ilegal a la familia Maldonado.

La investigación finalmente quedó en la órbita de la justicia federal, por entenderse que las instrucciones para que se realizaran las acciones ilegales de espionaje provenían del Ministerio de Seguridad de la Nación, a cargo de Patricia Bullrich.

## Intimidaciones y amenazas al abogado que llevó el caso ante la Corte Interamericana
En octubre de 2017 Carlos González Quintana, letrado de la Asamblea Permanente por los Derechos Humanos, uno de los abogados que presentó la denuncia ante la Comisión Interamericana de Derechos Humanos (CIDH) por la desaparición forzada de Santiago Maldonado afirmó que algunos sectores buscan "encubrir al principal sospecho, que es el Estado" denunció  la intimidación y aprietes que sufrió por parte de Claudio Andrade un periodista del grupo Clarín.
Al respecto el abogado dijo “Es un hecho muy grave que un periodista este coaccionando a un trabajador de los DDHH para que diga lo que necesita que yo diga. Este medio está trabajando desde hace tiempo en una hipótesis de encubrimiento del principal sospechoso de este gravísimo hecho que es el Estado a través de su fuerza que es Gendarmería”, posteriormente radicó al respecto una denuncia en sede judicial de la provincia de Córdoba. La Mesa de Trabajo por los Derechos Humanos de Córdoba repudió enérgicamente las amenazas, los aprietes y las coacciones del periodista del Grupo Clarín Claudio Andrade contra el abogado Carlos González Quintana quien llevó el caso ante la corte interamericana.

## Pistas falsas e hipótesis descartadas
Tanto desde los medios de comunicación más cercanos al gobierno, principalmente el Grupo Clarín (diario Clarín, Canal 13 y TN),
junto a La Nación e Infobae,
como desde otros medios como Página/12, y desde el propio gobierno de Mauricio Macri,
se abonaron pistas falsas e hipótesis que resultaron incorrectas sobre los hechos y lo que le habría ocurrido a Santiago Maldonado.

### Supuesta desaparición forzada
Desde algunos medios como Página/12 y la propia fiscalía se abonó la hipótesis de la desaparición forzada.
El 24 de agosto, la causa iniciada como "averiguación de delito" fue recaratulada como "desaparición forzada de persona".
El 2 de septiembre de 2017 el exmagistrado español Baltasar Garzón afirmó que la desaparición de Santiago Maldonado tenía toda la naturaleza de desaparición forzada, exigiendo al gobierno nacional la adopción de medidas tendientes a recuperar a Maldonado con vida, atrapar a los culpables y apartar a la Gendarmería Nacional de la investigación de los hechos.
El hecho también fue calificado como desaparición forzada por organizaciones internacionales de derechos humanos, como Amnistía Internacional («Acción urgente: desaparición forzada de Santiago Maldonado en comunidad mapuche»).
En un acto realizado frente al Congreso el 7 de agosto de 2017 uno de los hermanos de Maldonado afirmó que "la única realidad es que la Gendarmería se llevó a Santiago”.
Sin embargo, el resultado en el peritaje de los vehículos usados ese día y los celulares de los gendarmes, sumados con los resultados de la autopsia, hicieron que la fiscalía terminara descartando la participación de cualquier tercero en la muerte de Santiago Maldonado.

### Supuestos golpes y traslado a Esquel
Desde algunos medios, como Página/12, se abonó la pista falsa de que Maldonado fue golpeado y trasladado a Esquel.
El 5 de septiembre de 2017 declaró como testigo Matías Santana, miembro de la comunidad mapuche «Pu Lof en Resistencia» de Cushamen. Santana afirmó que:

Había tres efectivos de Gendarmería que estaban golpeando un bulto negro con una campera celeste. Esa campera es la que yo le presto a Santiago [Maldonado] esa mañana cuando decidimos cambiarnos la ropa (...) Con unos binoculares logro observar que sale un Unimog desde la comunidad hacia la ruta 40. Estaciona una camioneta blanca perteneciente a Gendarmería. Hacen una pantalla, descienden el mismo bulto que yo vi que estaban golpeando, lo introducen en la camioneta y sale rumbo a Esquel.

En noviembre del 2017 la autopsia estableció que Santiago Maldonado falleció por ahogamiento, que permaneció siempre abajo del agua, y se descartó la existencia traumatismos.
En enero del 2018, el gobierno denunció por falso testimonio a Matías Santana y a otras personas de la comunidad mapuche.

### Supuesto viaje a Entre Ríos
Luego de ocho días de la desaparición de Santiago, un camionero afirmó que había llevado a un hombre similar a Santiago en la provincia de Entre Ríos que se trasladaba en una bicicleta. Días después, desde distintos medios pertenecientes al Grupo Clarín se dio a conocer un video de una cámara de seguridad donde se veía a un hombre con características similares a Santiago. Las pistas fueron desestimadas porque el hombre que se encontraba en la filmación de seguridad aclaró que no se trataba de Santiago sino de él mismo.

### Falsa afirmación sobre llamada telefónica
El 7 de agosto de 2017 Ariel Garzí, que integra la Red de Apoyo a la Lof en Resistencia Cushamen, que junto a dos mapuches, está procesado por "tentativa de entorpecer una vía férrea" por la justicia federal de Esquel y es amigo de Santiago Maldonado, declaró que el 2 de agosto a las 15:23 había llamado al celular de Maldonado, que alguien había atendido el teléfono y el testigo escuchó ruido de botas y después de 20 segundos, cortó. Garzi afirmó que volvió a llamar pero no recibió respuesta.
“En ese mismo momento, a lo primero que atiné fue agarrar mi teléfono y llamar. Fue a las 15:23. Llamé a Santiago y alguien me atendió durante 22 segundos, sin emitir ninguna palabra. Se escuchaba una habitación vacía, con ecos, pasos. Y lo primero que se me vino a la mente fue el ruido de botas, caminando. En ningún momento me hablaron. Yo lo llamaba a Santiago a los gritos. La llamada dura 22 segundos, y me cortan. Al minuto siguiente volví a llamar, y ya me daba como que el teléfono estaba apagado."
Tras conocerse el hecho, un ingeniero de la Universidad Tecnológica Nacional, afirmó que podía triangular el lugar donde se contestó el teléfono, pero necesitaba una orden judicial. No obstante, las telefónicas Movistar y WOM (Chile) desmintieron este relato, ya que dicha llamada en realidad nunca fue contestada. Finalmente se supo que el celular de Santiago siempre estuvo en su casa y no lo llevó consigo cuando viajó a la protesta.

### Supuesta participación de Maldonado en un asalto en Epuyén
Tanto desde el gobierno como desde algunos medios de comunicación se dio a conocer una hipótesis según la cual, Santiago habría tomado parte de un asalto el día 21 de julio a un puestero de Benetton, de la localidad chubutense de Epuyén y fuera herido de muerte por el mismo. Según la versión oficial de los hechos, cuatro supuestos miembros de la Resistencia Ancestral Mapuche ingresaron a la casa de Evaristo Jones, quien, en defensa propia, terminó apuñalando a uno de los asaltantes. Según peritajes, la última vez que Santiago Maldonado usó su celular fue el 21 de julio, mismo día en el que sucedió el asalto, por lo que se barajó la posibilidad de que se tratase del asaltante que resultó herido y que habría muerto desangrado a causa de las heridas, esto sostenido por el hecho de que en ningún hospital de la zona ingresó algún paciente con heridas similares.  La hipótesis fue desestimada por los variados testimonios de distintas personas que daban cuenta de diferentes encuentros con Santiago luego de esa fecha, así como por la comunicación de Santiago a su familia seis días después del asalto. Luego, el propio puestero desmintió esta posibilidad.
El 4 de septiembre el Juzgado Federal de Esquel dio a conocer el resultado de los estudios genéticos realizados, con lo cual se descarta la hipótesis de que Santiago Maldonado haya sido la persona herida en el episodio, ya que las muestras de ADN cotejadas, aportadas por la familia de Maldonado, no coinciden con la sangre encontrada en la prenda del puestero.

### Paso a la clandestinidad
Tras caer la hipótesis del puestero, dado que el cotejo de ADN dio negativo con la sangre de Maldonado, medios cercanos al gobierno argentino hicieron trascender la hipótesis luego llamada «El sacrificio» en la que sugieren que Maldonado podría haber decidido pasar a la clandestinidad, con el objetivo de favorecer la posición del lonko mapuche Facundo Jones Huala.
Según esta hipótesis, el joven estaba con vida en Cushamen dos semanas después de denunciada su desaparición y había iniciado «una vida clandestina en algún área de los más de 10 km³ ocupados por la gente de la comunidad Pu Lof'».
Esta hipótesis se planteó sobre la única base del «extraño comportamiento» de los canes utilizados en la búsqueda.

### Muerto y enterrado en territorio Mapuche
Desde los medios cercanos al gobierno trascendió la hipótesis según la cual, Maldonado habría recibido una herida mortal, posiblemente un golpe en la cabeza causada por una piedra, y tras retirarse de la escena habría muerto a causa del golpe dentro de territorio Mapuche. Se especulaba que los integrantes de su grupo ocultaron su cuerpo enterrándolo con el fin de imponer la acusación de desaparición forzada.

### Viaje secreto a Chile
Desde varios medios de comunicación cercanos al gobierno, se afirmó que existía la hipótesis de que Santiago Maldonado habría viajado clandestinamente a Chile.
Esta hipótesis fue calificada como muy poco probable debido a las condiciones climáticas de la zona en pleno invierno, y a que las autoridades policiales chilenas realizaron una búsqueda exhaustiva sin resultados.

### Colaboración con la búsqueda
La ministra de Seguridad, Patricia Bullrich, afirmó que no hay colaboración con la búsqueda por parte de los habitantes de la comunidad como por parte de la familia. Se presentaron diferentes pruebas de las colaboraciones de todas las personas vinculadas a la víctima.

### Santiago Maldonado en distintas localidades
Algunos medios de prensa difundieron supuesta información sobre la presencia del joven desaparecido en Mendoza,
Salta
y en la ciudad chilena de Osorno.

### Militante de las FARC
Funcionarios del Ministerio de Seguridad refirieron en una reunión con diferentes organizaciones de Derechos Humanos que existía la hipótesis de que Santiago Maldonado fuera un militante de las FARC que habría realizado acciones en conjunto con la RAM, para pasar luego a "la clandestinidad".

### Asesinado en Chile
El 31 de agosto, un día antes a la marcha multitudinaria, autoconvocada del 1 de septiembre con motivo de vindicación a la aparición con vida de Santiago, aparecieron rumores desde las redes sociales asegurando que Santiago Maldonado había sido hallado muerto en Chile. Los rumores, que se generaron en cuentas anónimas de Twitter, fueron desmentidos rápidamente por periodistas que corroboraron la información. Fue tenazmente desactivado el rumor cuando Interpol desmintió el bulo.

### Testigo E.
El 19 de octubre, luego de que se hubiera encontrado el cuerpo que luego se confirmó que pertenecía a Maldonado, desde diferentes medios, como Clarín y La Nación se mencionó a un testigo de identidad protegida, al que denominaron testigo E., como quien indicó el lugar donde se encontraba el cuerpo sin vida. Se afirmó que el testigo había sido "intimidado" por la RAM a fin de mentir en su declaración y que luego confesó haber visto a Santiago "perderse en el agua". Sobre el testigo se afirmó que reclamó la recompensa por los datos ofrecidos para encontrar a Santiago Maldonado, también se afirmó que "se escondió en la montaña" luego de prestar testimonio. Finalmente, el 24 de octubre el propio juez Lleral desmintió las versiones plantadas por varios medios, afirmando: "No declaró ningún testigo E ni de ninguna otra letra del abecedario. Tampoco recibí ningún dato certero para hacer el rastrillaje".